# Guadalcanali hadjárat
A guadalcanali hadjárat vagy guadalcanali csata a második világháború csendes-óceáni hadszínterén zajlott a szövetségesek (főképp az Amerikai Egyesült Államok) és a Japán Birodalom között, 1942. augusztus 7. és 1943. február 9. között. A több fázisban, a szárazföldön, a levegőben és a tengeren megvívott csata döntő változást hozott a háború menetében: itt indult meg az a szövetséges offenzíva, amelyet a japán hadvezetés már nem tudott megállítani, és amely végül elvezetett Japán kapitulációjához.
A csata amerikai tengerészgyalogosok partraszállásával indult Guadalcanal szigetén, valamint két kisebb szomszédos szigeten, Tulagin és Floridán. A hadművelet célja az volt, hogy meggátolják Japán további előrenyomulását az Amerikai Egyesült Államok, Ausztrália és Új-Zéland irányába, valamint hogy bázisokat nyerjenek a további szövetséges támadó műveletek számára a térség központja, Rabaul elfoglalásához.
A szigeteket Japán pár hónappal az események előtt szállta meg. Guadalcanalon megkezdték egy repülőtér kiépítését, de jelentős erőik nem voltak a szigeteken. A szövetségesek meglepték és megfutamították a japán őrséget, és csekély veszteségek árán elfoglalták a két kicsi szigetet, a már szinte kész repülőteret és Guadalcanal keleti csücskét.
A japánok sietve erősítést hoztak a szigetre, és többször megkísérelték a reptér (amerikai nevén Henderson Field) visszafoglalását. A hadjárat során három nagyobb szárazföldi ütközetre, több tengeri csatára és 1942 végéig folyamatosan, napról napra zajló légi hadműveletekre került sor. A novemberben elvesztett, döntő tengeri csata után a japánok feladták további erőfeszítéseiket, és decemberben megkezdték csapataik visszavonását a szigetről. Ez 1943 februárjára fejeződött be.
A csendes-óceáni hadszíntéren a guadalcanali ütközet tekinthető a háború fordulópontjának: a Midway-atollnál aratott első győzelem után itt vették át a szövetségesek a kezdeményezést, és itt formálódott meg az a hatékony összfegyvernemi együttműködés, amely lehetővé tette a háború végéig tartó „szigetről szigetre” haladó stratégia megvalósítását.
A hadjárat során elszenvedett veszteségeket Japán már nem volt képes kiheverni. A Midwaynél elvesztett repülőgép-hordozók és pilóták után a flotta további, pótolhatatlan veszteségeket szenvedett hadi- és főképp szállítóhajókban. Elveszett a japán katona legyőzhetetlenségének mítosza is, amelyet a háború kezdetén aratott hihetetlen sikerek alapoztak meg.

## Előzmények
1941. december 7-én a Japán Birodalom megindította a háborút az Amerikai Egyesült Államok Pearl Harbor-i támaszpontjának megtámadásával. A japán hadvezetés célja az volt, hogy semlegesítve az amerikai flottát, megszerezze a stratégiai nyersanyagokban gazdag Délkelet-Ázsiát, és előretolt helyőrségeket hozzon létre a Csendes-óceánon a megnövekedett birodalom védelmére. A Pearl Harbornál az amerikaiakra mért megalázó vereség után a japán erők villámgyors hadműveletekben lerohanták és megszerezték a meglepett szövetségesektől a Fülöp-szigeteket, Thaiföldet, Malajziát, Szingapúrt, a holland-kelet-indiai gyarmatokat, valamint a Csendes-óceánon Új-Britannia szigetét. Az amerikai fennhatóságú Guam és Wake szigetek ellen is közvetlenül az amerikai haditengerészeti támaszpont támadását követő napon, december 8-án intéztek támadást, előbbi 10-én esett el, utóbbi 23-áig tartotta magát.
A japánok további terjeszkedési kísérleteit a Csendes-óceán déli és keleti részén a szövetségeseknek sikerült megakadályozni. A Pearl Harbort ért támadást követő hónapban megkezdték a Gilbert- és Marshall-szigeteki japán támaszpontok rombolásának kivitelezését, melyet 1942. február 1-jén hajtottak végre a két megmaradt amerikai repülőgép-hordozó, a USS Enterprise és a USS Lexington köré szervezve. Ezt követően sikeresen támadták a kelet-új-guineai japán partraszállásokat február végétől március közepéig, majd a május eleji Korall-tengeri csatában megállították a japán hadiflotta további délnyugati és délkeleti előretörését (a Lexington elvesztése árán). Az egy hónappal későbbi Midway-szigeteki csatában az addigi japán sikereket lehetővé tevő repülőgép-hordozók súlyos veszteségeket szenvedtek, mellyel a szövetségesek előtt megnyílt a lehetőség a stratégiai kezdeményezés átvételére.

## Előkészületek

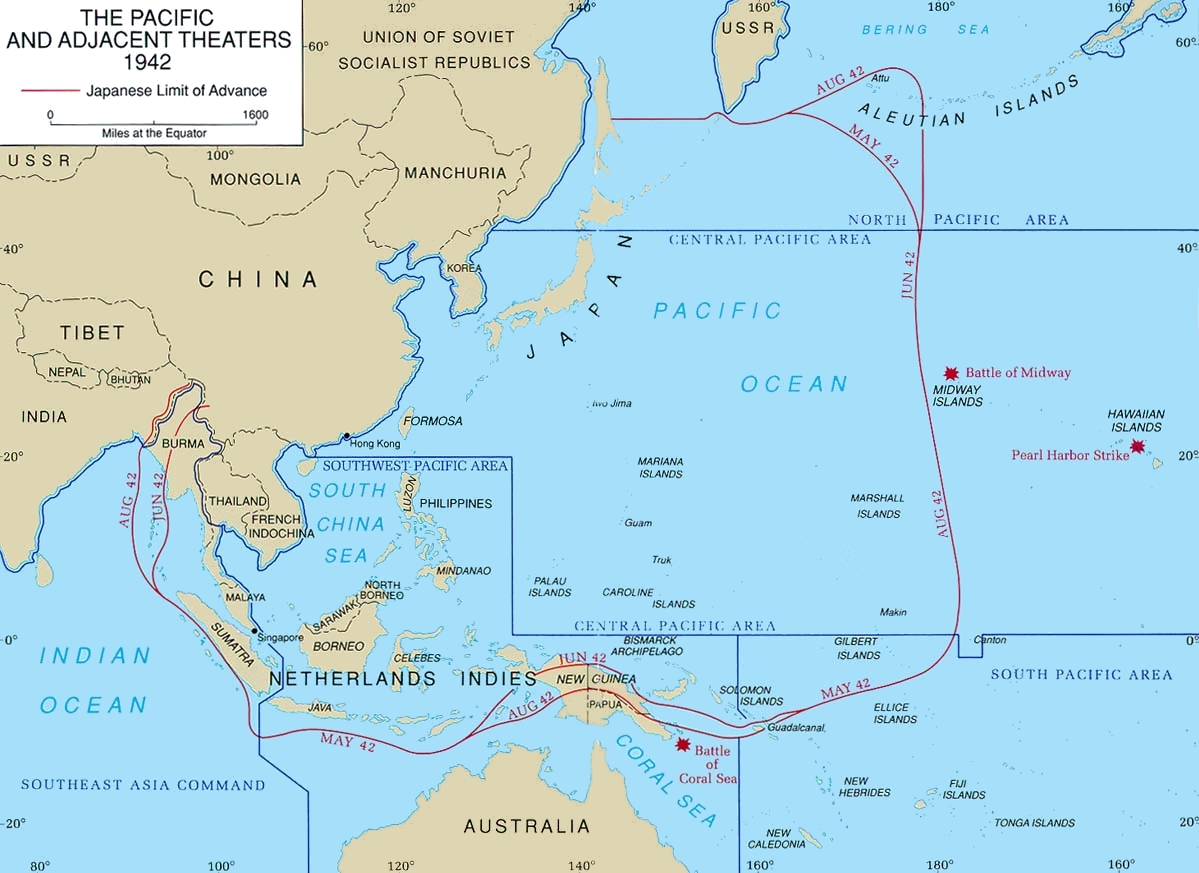
Japán ellenőrzés alatt lévő területek a Csendes-óceán nyugati részén 1942 májusa és augusztusa között

Az offenzíva alapötlete Ernest King admirálistól, az amerikai haditengerészet főparancsnokától származott. 1942 tavaszán a japánok viszonylag gyenge erőkkel kelet-délkelet felé terjeszkedtek a védtelen Salamon-szigeteken, megszállták Tulagi szigetét, és körülbelül 2800 főt (köztük kb. 2000 koreai kényszermunkást) tettek partra Guadalcanalon, ahol egy repülőtér építésébe fogtak. A bázisok egyrészt Rabaul, a térség legnagyobb japán támaszpontja védelmét szolgálták, másrészt kiindulási pontot jelentettek az Ausztrália és Új-Zéland felé történő további terjeszkedésre. King admirális jól látta, hogy az itt állomásozó, csekély számú és a fő japán bázisoktól távol levő egységek elleni támadás sikerrel kecsegtet. Világos volt az is, hogy amennyiben a japán bázisok kiépítése befejeződik, innen kiindulva elérhetők és elvághatók lesznek a Csendes-óceánon át húzódó fő szövetséges szállítási útvonalak a brit Nemzetközösség tagjai (Ausztrália és Új-Zéland) és az USA között.

### AWatchtowerkülönítmény
A támadásra (melynek kódneve Watchtower hadművelet lett) az amerikai hadsereg elitjét, Alexander Vandegrift tábornok 1. tengerészgyalogos-hadosztályát (1st Marines) jelölték ki, akiket Új-Zélandra szállítottak. További haditengerészeti, légi- és szárazföldi erők települtek a Fidzsi-szigetekre, Szamoára, az Új-Hebridákra és Új-Kaledóniára.
Kezdetben a hadművelet célja csak Tulagi szigete volt és a Santa Cruz-szigetek, de amikor a szövetségesek tudomást szereztek a Guadalcanalon épülő repülőtérről, a Santa Cruz-szigetekre kijelölt csapatokat ide csoportosították át.

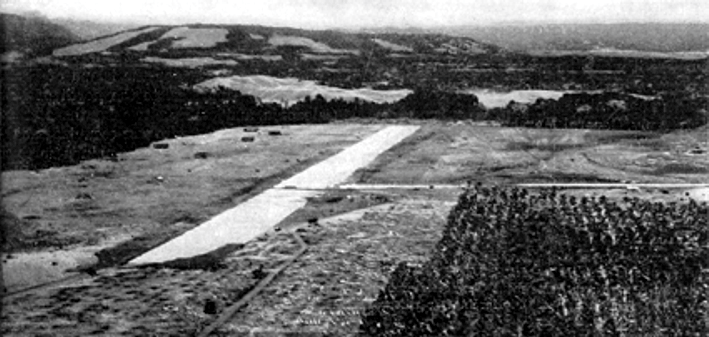
Az építés alatt lévő repülőtér 1942 júliusában

A Watchtower flotta, összesen 75 szállító- és hadihajóval 1942. július 26-án gyűlt össze a Fidzsi-szigeteknél, és július 31-én megtartották az első összfegyvernemi partraszálló-gyakorlatot. A szövetséges erők főparancsnoka Frank Jack Fletcher amerikai admirális volt (zászlóshajója a USS Saratoga repülőgép-hordozó). A partraszálló flottát Richmond Turner admirális vezette, a megközelítőleg 16 000 főnyi gyalogság parancsnoka pedig Vandegrift tábornok maradt. A partraszállás során, a japánok előtt való lelepleződést elkerülendő, baszk nyelven adták ki a parancsokat.

## Partraszállás, a hadműveletek kibontakozása

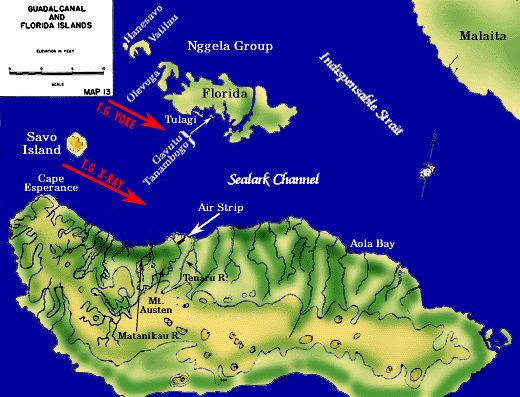
A Tulagin és Guadalcanalon partra szálló szövetséges erők útvonalai 1942. augusztus 7-én.

A szövetséges flotta augusztus 7-én érkezett a szigetek közelébe. A rossz időjárásnak köszönhetően a japán felderítő-hidroplánok nem járőröztek, így a flotta érkezése meglepte a japánokat. A szövetséges hajóraj kettévált, a nagyobbik rész Guadalcanal felé indult tovább, a kisebbik rész pedig megkezdte a partraszálló manővereket Tulagin, Floridán és a környező kisebb szigeteken. A hadihajók a japán kikötőket és erődítéseket ágyúzták, a repülőgép-hordozókról felszálló bombázók pedig a szigeteken lévő 15 hidroplánt pusztították el.
Tulagit és a két apró szomszédos szigetet, Gavutut és Tamambogót 3000 tengerészgyalogos rohamozta meg augusztus 7-én. A szigeteket 866 japán haditengerész védte. Tulagi augusztus 8-án esett el, Gavutu és Tanambogo pedig 9-én. Az utolsó emberig védekező japánok közül kb. 80-an maradtak életben, akik átúsztak a közeli Florida szigetre, ahol az elkövetkezendő 2 hónapban az amerikaiak megsemmisítették őket. Az amerikaiak 122 tengerészgyalogost vesztettek.

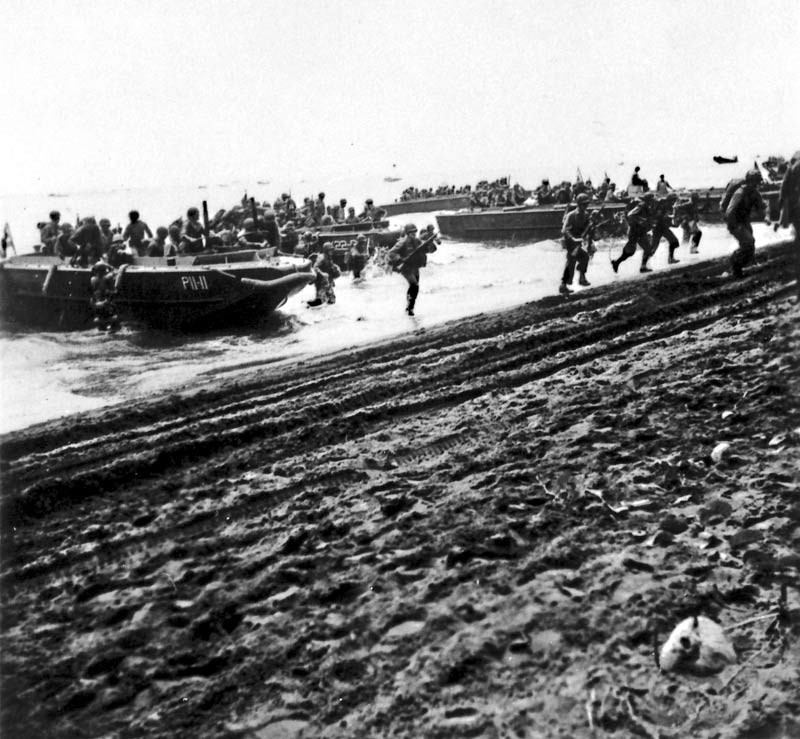
Amerikai tengerészgyalogosok partraszállnak Guadalcanal szigetén 1942. augusztus 7-én.

Vandegrift 11 000 tengerészgyalogosa élén ellenállás nélkül szállt partra Guadalcanalon augusztus 7-én. Másnap elérték az épülő repülőteret, ahonnan a repülőteret építő csapatok rövid és szórványos ellenállás után minden felszerelésüket (traktorok, üzemanyag stb.) és jelentős élelmiszerkészleteiket hátrahagyva menekültek el.
Augusztus 7-én és 8-án Rabaulból felszálló japán bombázók támadták a partraszálló flottát, elsüllyesztettek egy szállítóhajót és súlyosan megrongáltak egy rombolót. A légi hadműveletekben a japánok 36, az amerikaiak összesen 19 repülőgépet vesztettek.

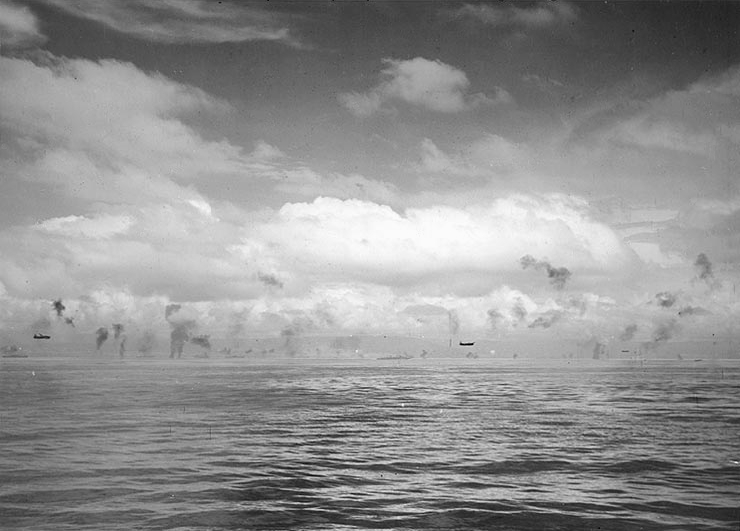
A Guadalcanalnál horgonyzó szövetséges flottát támadó japán bombázók augusztus 8-án.

Az elszenvedett veszteségek hatására Fletcher admirális a repülőgép-hordozók és a szövetséges főerők (flotta) visszavonása mellett döntött anélkül, hogy parancsnok-társaival ezt megtanácskozta volna. Augusztus 8. éjszakáján kivonta hajóit a Salamon-szigetek térségéből. Ennek következtében Turner admirális partraszálló flottája hatékony légvédelem nélkül maradt, ezért ő is a visszavonulás mellett döntött, annak ellenére, hogy a partra tett csapatok felszerelésének kevesebb, mint a felét sikerült csak kirakni. Augusztus 8-án éjszaka teljes sebességgel folyt a kirakodás, majd a szállítóhajók 9-én reggel felszedték a horgonyt.

### Tengeri csata a Szavo-szigetnél
Az éjszaka folyamán a kirakodó teherhajókat védelmező szövetséges hajók két csoportján ütött rajta Mikava Gunicsi japán admirális hét cirkálóból és egy rombolóból álló hajórajával. A járőrhajók útvonalának összehangolása és a csata során a túlzottan magabiztos szövetségesek több kisebb-nagyobb hibát vétettek, pl. őrizetlenül hagytak útvonalakat, illetve a parancsnoki megbeszélésre távozó flotta- és hajórajparancsnokok nem hagytak hátra egyértelmű utasításokat és helyettesítési tervet. Az amerikai hajók fel voltak ugyan szerelve radarral, de ezek – kezdetlegességük és a kezelőszemélyzet gyakorlatlansága miatt – nem észlelték a szigetek "árnyékában" közeledő ellenséges hajókat. Ennek következtében az éjszakai harcban amúgy is felkészültebb japánok meglepték a szövetséges erőket, akik zavartan és késve reagáltak. Összesen egy ausztrál és három amerikai cirkáló süllyedt el, és megsérült egy további amerikai cirkáló és két romboló. A japán oldalon csak egy cirkáló sérült meg. Mikava nem tudta, hogy az amerikai repülőgép-hordozók már visszavonultak, ezért még az éjszaka folyamán elindult vissza Rabaul és Kavieng felé, hogy napfelkeltére kikerüljön az ellenfél repülőgép-hordozóinak hatósugarából. Ezzel elszalasztotta a teljes amerikai szállítóflotta elpusztításának esélyét. Turner admirális a csata hírét véve parancsot adott a kirakodás azonnali megszakítására és haladéktalanul távozott flottájával.

### Szárazföldi hadműveletek

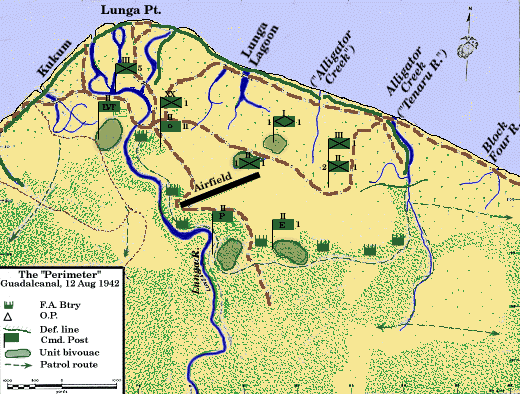
A tengerészgyalogosok védővonalai augusztus 12-én.

A Guadalcanalon partra szállt 11 000 tengerészgyalogos védelmi gyűrűt hozott létre Lunga Point, a partraszállás helyszíne és a repülőtér körül. Négynapos megerőltető munkával sikerült a sebtében távozott hajók által a parton szanaszét hagyott felszerelést biztonságba helyezni. A zsákmányolt japán felszerelést és munkagépeket használva megindult a munka a repülőtér használhatóvá tételére is, amelyet Henderson Fieldnek neveztek el, Lofton Henderson Midwaynél elesett pilóta után. Augusztus 18-ra a reptér készen állt gépek fogadására.
Komoly hiányosságok mutatkoztak viszont az ellátmány területén: a szállítóhajókról csak 5 napra elegendő élelmiszert sikerült partra rakni. A zsákmányolt japán ellátmánnyal kiegészítve, illetve a katonák napi adagjának csökkentésével 14 szűkös napra elegendő készletekkel várták a tengerészgyalogosok a japán ellentámadást. A szegényes diétára fogott amerikaiak között vérhas-járvány is kitört, amelyben minden ötödik katona megbetegedett.
A támadást túlélő japán és koreai csapatok a Matanikau folyó nyugati partjára menekültek. Augusztus 8-án egy japán romboló újabb 113 katonát tett partra. A tengerészgyalogosok védelmi zónájának túloldalán, attól 35 km-re keletre Taivu Pointnál szintén japán megfigyelőállás létesült.
Az amerikaiak elszenvedték első veszteségeiket is: a japánok lemészároltak egy, a Matanikau nyugati partjára csónakon átkelt felderítőosztagot (Gottge-különítmény).

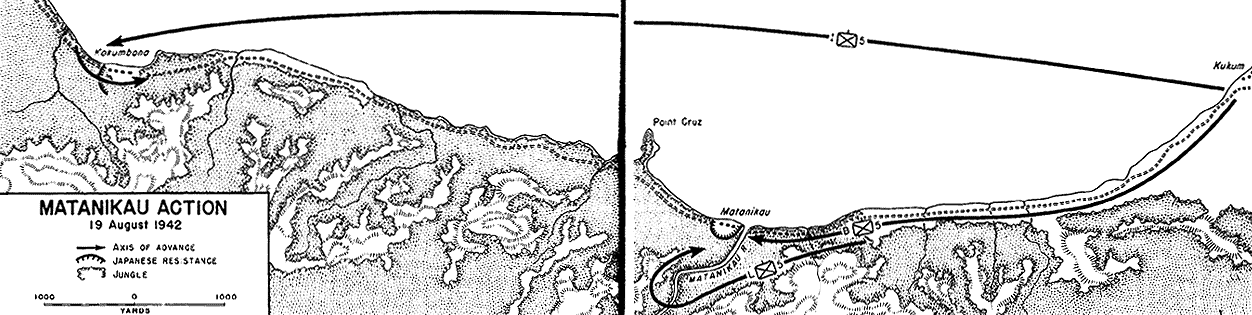
Az augusztus 19-i tengerészgyalogos-támadások térképe.

Augusztus 19-én az 5. tengerészgyalogos ezred három százada támadást indított a Matanikau torkolatánál. Rövid időre elfoglaltak két bennszülött falut (Matanikau, Kokumbona), majd visszavonultak a védelmi zónába. Négyfőnyi amerikai veszteség árán 65 fős veszteséget okoztak a japánoknak.
Augusztus 20-án az USS Long Island repülőgéphordozóról két századnyi repülő települt át Henderson Fieldre (19 F4F Wildcat vadászgép és 12 SBD Dauntless zuhanóbombázó). Ezzel megalakult a Kaktusz légierő (kódnév), Guadalcanal légiflottája, ami a következő nap támadásba is indult a napi rendszerességgel érkező japán bombázók ellen. Augusztus 22-én további 5 db P–39-es vadászgép érkezett.

### Első japán ellentámadás: csata a Tenaru folyónál

Halott japán katonák az Aligátor-patak torkolatánál a csata után.

A szövetséges partraszállás elhárításával a Rabaulban állomásozó 17. Japán Hadsereget bízták meg, Hijakutake Harukicsi parancsnoksága alatt. A 17. hadsereget szinte teljes mértékben lekötötte az Új-Guineán folyó hadjárat, ezért csak néhány egységet tudott a feladatra átirányítani, és ezek is a Csendes-óceán különböző részein voltak szétszórva.
A kijelölt egységek a Kavagucsi Kijotake parancsnoksága alatt álló 35. gyalogdandár, a 4. (Aoba) gyalogezred és a 28. gyalogezred (Icsiki Kijonao ezredes) voltak. A kijelölt csapatokat elindították Guadalcanal felé. Elsőnek Icsiki ezredének 917 katonája érkezett meg Taivu Pointra, az amerikaiaktól keletre (augusztus 19-én).
Alábecsülve az amerikaiak erejét, Icsiki már a következő éjszaka frontális rohamot indított, amely az amerikai géppuskák és közvetlen irányzással tüzelő gyalogsági ágyúk tüzében súlyos veszteségekkel omlott össze. Másnap reggel az amerikaiak ellentámadásba mentek át, és szinte teljesen megsemmisítették a japán alakulatot. Icsiki ezredes is elesett, 128 életben maradt katonája pedig visszavonult Taivu Pointra, és további utasításokat kért a 17. hadseregtől.

### Tengeri csata a Keleti-Salamon-szigeteknél

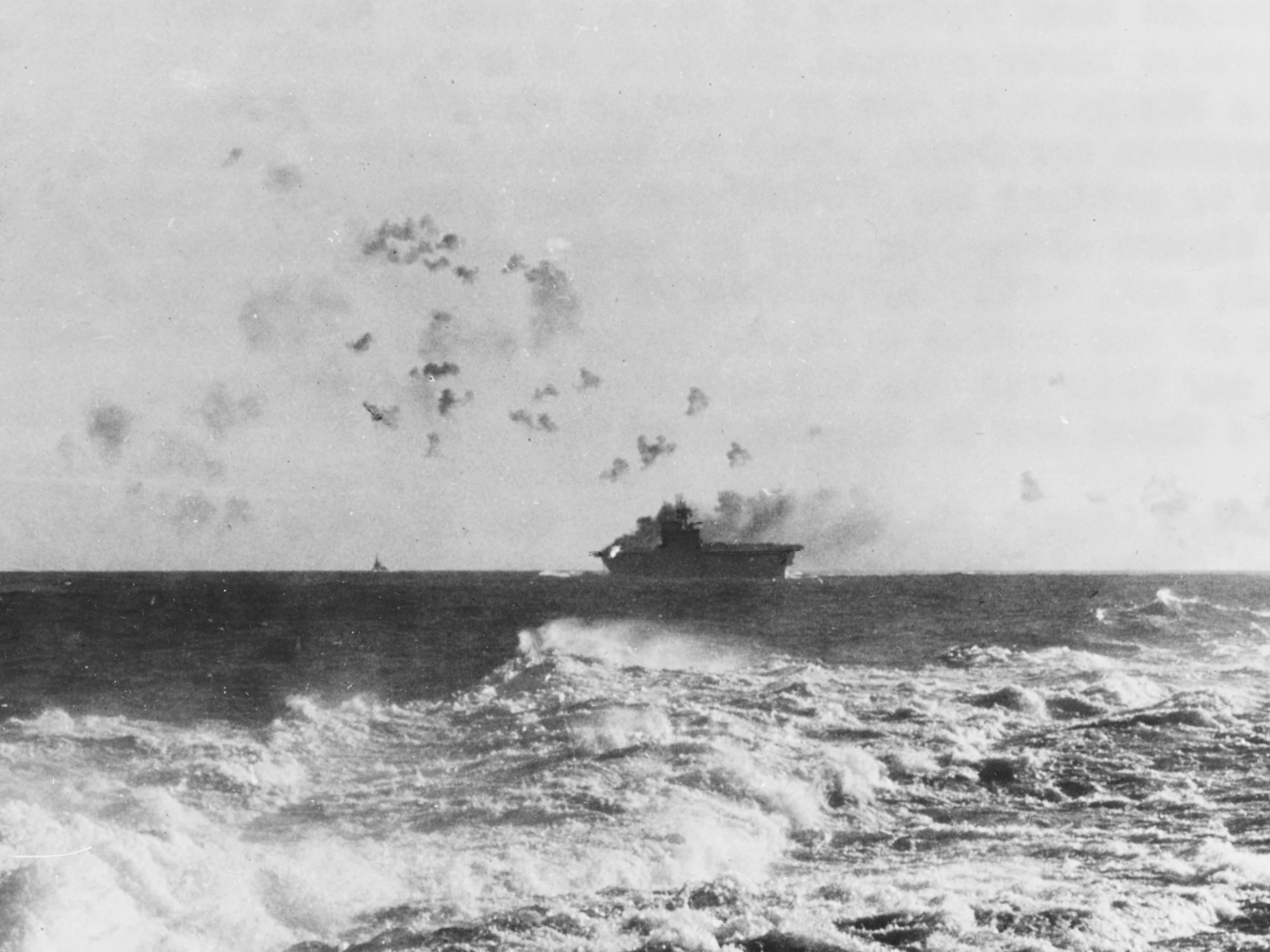
Az Enterprise hordozó légitámadás alatt a Keleti-Salamon szigeteknél

Miközben Icsiki elhamarkodott támadása kudarcba fulladt, a szállítás alatt lévő további japán egységek folytatták útjukat a sziget felé. Augusztus 16-án elhagyta Truk kikötőjét az Icsiki-ezred maradék 1400 katonáját és 500 japán tengerészgyalogost szállító csapatszállító-konvoj, Tanaka Raizo parancsnoksága alatt. A konvoj kíséretét 13 hadihajó látta el. Augusztus 21-én futott ki Trukból a japán flotta egy erős, 3 repülőgép-hordozóból és 30 további hadihajóból álló különítménye, ami a konvojjal egyidőben, augusztus 24-én szándékozott Guadalcanalhoz érni, és ott fedezni a csapatok partraszállását, illetve csatára kényszeríteni az amerikaiakat.
Ezzel egyidőben három amerikai repülőgép-hordozó-különítmény érkezett a térségbe, és augusztus 24-én és 25-én összecsapásra került sor a főerők között. Mindkét fél veszteségeket szenvedett és visszavonta fő flottaerőit a térségből. A japánok elvesztettek egy hordozót, a Rjúdzsót. A Guadalcanalról felszálló amerikai repülők elsüllyesztettek egy csapatszállítót a Tanaka-konvojból, és megakadályozták, hogy a konvoj folytassa útját.

### Légicsaták Henderson Field felett

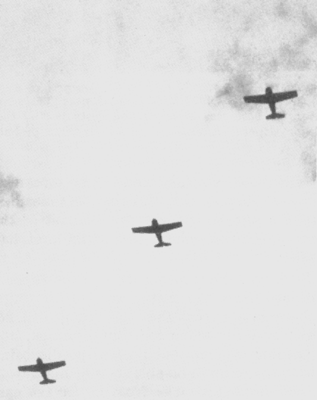
Amerikai F4F Wildcat vadászgépek Henderson Field felett augusztus végén vagy szeptember elején.

Augusztus folyamán kisebb-nagyobb csoportokban, de megszakítás nélkül érkeztek amerikai repülők és kiszolgáló személyzet Guadalcanalra, augusztus végére a Kaktusz légierő már 64 gépet számlált. Szeptember 3-án megérkezett Roy S. Geiger tábornok, és átvette a légi műveletek irányítását. Rabaulból felszálló japán bombázók gyakorlatilag naponta támadták a repülőteret, de egyre nagyobb veszteségeket szenvedtek. A Rabaul és Guadalcanal közötti 900 km-es távolság miatt a japánok csak kevés időt tölthettek a cél felett, és a hosszú visszaút során még az enyhén sérült gépek többsége is elveszett legénységükkel együtt. A lelőtt amerikai gépek pilótáinak és legénységének több mint a felét sikerült megmenteni. A sziget felé tartó japán bombázók átrepültek Bougainville és Új-Georgia fölött, ahol a bennszülöttek között elrejtőzött ausztrál légtér- és tengerfigyelők észlelték őket, és rádión riadóztatták az amerikaiakat, így a Henderson Fieldről felszállt vadászgépek általában pontosan tudták, mikor és honnét várhatók a bombázók.
Halsey amerikai admirális később így emlékezett az ausztrál őrszemekről:
„Ha nem lettek volna a légtérfigyelők, Guadalcanal elvész, és ha Guadalcanal elveszett volna, elvesztettük volna az egész dél-csendes-óceáni térséget.”
Ez idő alatt Vandergrift csapatai folyamatosan dolgoztak a védelmi zóna megerősítésén. Tulagiról Guadalcanalra hoztak két további elit (felderítő és ejtőernyős) tengerészgyalogos-zászlóaljat Merritt A. Edson alezredes parancsnoksága alatt. Ezek kb. 1500 fővel növelték Vandergrift csapatainak erejét. Egy további zászlóalj támadást hajtott végre Kokumbona falu térségében a Matanikau torkolatánál beásott japánok ellen. A támadás a kedvezőtlen időjárás (embertelen hőség) és a jól kiépített ellenséges védelem miatt lassan haladt előre, azonban az éjszaka során a japán védők csendben visszavonták csapataikat és feladták a falut. A japánok 20, az amerikaiak 3 főt vesztettek.
Augusztus 23-án, 29-én, szeptember 1-jén és 8-án kisebb szövetséges konvojok érkeztek a szigethez, folyamatosan ellátva a tengerészgyalogosokat élelemmel, lőszerrel, és ami mostanra a legfontosabb hadianyaggá vált: repülőbenzinnel és pótalkatrészekkel. Beérkezett 392 utász is a folyamatosan bombázott repülőtér karbantartásához szükséges speciális felszereléssel.

## Fokozódó japán erőfeszítések

### A Tokió Expressz

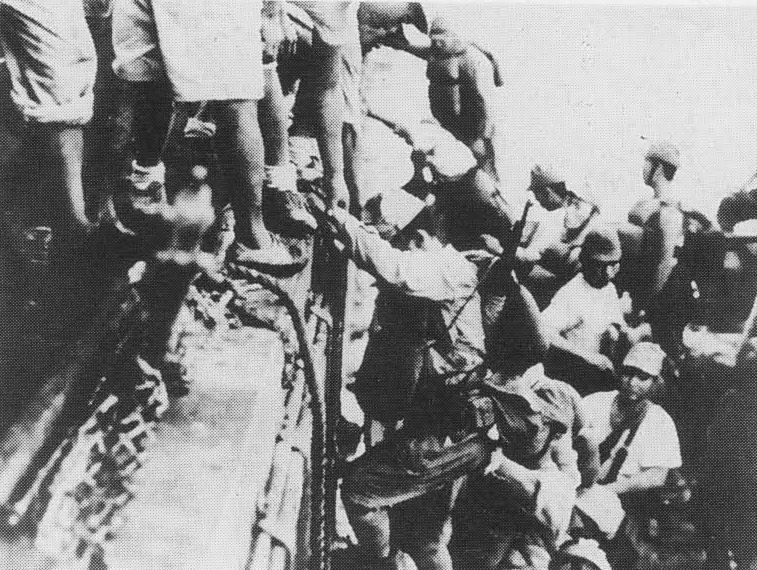
Japán csapatok behajózása a Tokió Expressz egyik rombolójára.

Augusztus 23-án Kavagucsi Kijotake 35. gyalogsági dandárja megérkezett Trukra. A Tanaka-konvojt ért előző veszteségek hatására a japánok feladták korábbi elképzelésüket lassú csapatszállító hajókonvojok szervezéséről. A katonákat átirányították Rabaulba, ahol a tervek szerint gyors torpedórombolók szállították volna őket éjszakánként Guadalcanalra, egy közbülső kikötő beiktatásával a Shortland-szigeteken. A gyors japán rombolók innen, a szövetséges repülők hatósugarán kívülről indulva képesek voltak egy éjszaka alatt lebonyolítani a fuvart a szigetig és vissza. Ez a szállítási mód, amit az amerikaiak Tokió Expressznek neveztek, folytatódott a hadjárat egész időtartama alatt. Mivel a rombolók kapacitása szűkös volt, a partra tett csapatok nélkülöztek minden nehéz felszerelést (járművek, tüzérség), és élelmiszerből is folyamatos hiánnyal küszködtek. A Tokió Expressz (amit a japánok ironikusan „Patkányfutam”-nak neveztek) rengeteg üzemanyagot felemésztett, és lekötötte a japán flotta rombolóinak színe-javát, amelyekre oly nagy szükség lett volna máshol, a japán tengeri birodalmat összekötő tengeri útvonalak védelménél. Az amerikaiak, még mindig emlékezve Mikava admirális rajtaütésére, nem merték őket éjszakai tengeri csatában kihívni, bár a rombolók menetrendszerű érkezése nem volt előttük titok. Nappal a sziget körüli vizeken a Guadalcanalról felszálló Kaktusz légierő volt az úr, és a japán hajók nem merészkedtek a légierő hatósugarába.
Augusztus 29. és szeptember 4. között a rombolókból, könnyűcirkálókból és járőrhajókból álló japán flotta kb. 5000 katonát tett partra a szigeten, az Icsiki-ezred maradékát, a 35. gyalogdandárt és a 4. gyalogezred nagy részét. Kavagucsi tábornok, aki az augusztus 31-i „patkányfutam”-mal érkezett a szigetre, átvette a szigeten állomásozó összes japán alakulat parancsnokságát, és a repülőtér visszafoglalására irányuló haditervek kidolgozásába fogott. Egy szerencsés japán uszálykonvoj további 1000 katonát tett partra az amerikai védelmi állásoktól nyugatra.

### Az első nagy roham: csata az Edson-gerincért

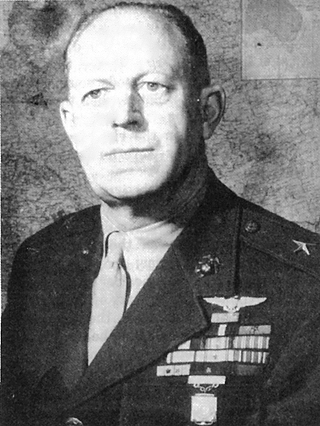
Merritt A. Edson amerikai tengerészgyalogos-alezredes (a fotón már tábornokként)

Szeptember 7-én Kavagucsi tábornok kiadta a parancsot „az ellenség megfutamítására és megsemmisítésére a guadalcanali repülőtér körzetében”. Három részre osztotta csapatait, akiknek a dzsungelen átkelve egy összehangolt, meglepetésszerű éjszakai támadással kellett volna legyűrni a védőket. Az Oka ezredes parancsnoksága alatt álló csapatok nyugatról támadtak volna, az Icsiki-ezred maradványai keletről, a főerők (kb. 3000 ember) pedig délről, a sziget belseje felől. Szeptember 7-én a japán csapatok mozgásba lendültek, és csak kb. 250 katona maradt hátra Taivunál a készletek őrzésére.
Eközben bennszülött felderítők jelentették az amerikaiaknak, hogy japán csapatok mozgolódnak Taivu körzetében, Taszimboko bennszülött falu mellett. Merritt Edson, az amerikai erők parancsnoka a térségben, kiküldött egy tengerészgyalogos-egységet, akik csónakon Taszimbokóhoz hajóztak és meglepték és megfutamították a tábort őrző japánokat. Elpusztították az itt talált „hatalmas mennyiségű” élelmiszert és egyéb készleteket, majd visszavonultak, és magukkal vitték, amit elbírtak. A zsákmányolt iratokból és a raktár méretéből nyilvánvalóvá vált, hogy legalább 3000 japán katona mozog a térségben, és hogy támadásra készülnek.
Helyesen mérték fel azt is, hogy támadás várható déli irányból, ahol ezelőtt még nem találkoztak japán csapatokkal. A repülőtértől közvetlenül délre húzódott egy kb. 900 m hosszú kelet-nyugati irányú, keskeny korallgerinc-sor, amely uralta a délről jövő megközelítési utakat, de abban az időben – pár őrszemtől eltekintve – védtelen volt. Ezt a gerincet szállta meg 840 katonájával Edson alezredes szeptember 11-én.

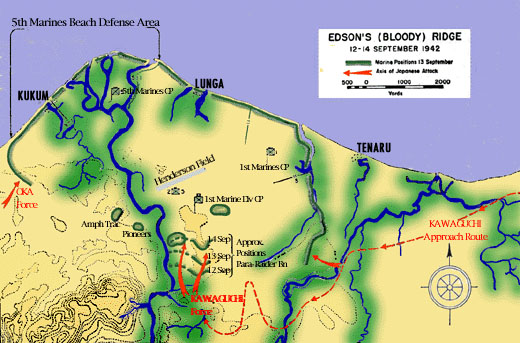
A védelmi zóna térképe a japán támadási irányokkal.

Szeptember 12-én éjszaka Kavagucsi megtámadta a gerincet védő tengerészgyalogosokat, és akcióba lépett a keleti és nyugati szárny is. Ezeket a jól beásott tengerészgyalogosok könnyedén visszaverték, de a korallgerincen véres harc bontakozott ki a kétségbeesetten védekező amerikaiak és a több hullámban rohamozó japánok között. Kisebb csoportok át is törtek a reptér felé, de az itt felállított második védővonal (amely egy erősebb támadásnak nem tudott volna ellenállni), sikeresen felszámolta őket. Az éjszakai harc során Kavagucsi csoportja 850, az amerikaiak 104 embert vesztettek. A támadás kudarca után Kavagucsi ötnapos menetben nyugat felé haladva a Matanikau mögé vezette csapatai maradékát.
Szeptember 15-én Hijakutake tábornok, a térség japán főparancsnoka rabauli főhadiszállásán értesült a vereségről, és továbbította a híreket a birodalmi főparancsnokságnak. A vezérkar azonnal értekezletet hívott össze, ahol egyetértésre jutottak abban, hogy a guadalcanali helyzet súlyos, és hogy az ütközet könnyen a háború döntő csatájává fejlődhet.
Minden egyéb, a Csendes-óceán térségében folyó hadműveletet a guadalcanali alá rendeltek, és azonnal leállították az Új-Guineán zajló offenzívát, amely pedig már kis híján elérte Port Moresby kikötőjét.
Hijakutake előkészületeket tett további csapatok Guadalcanalra küldésére.

### Erősítések

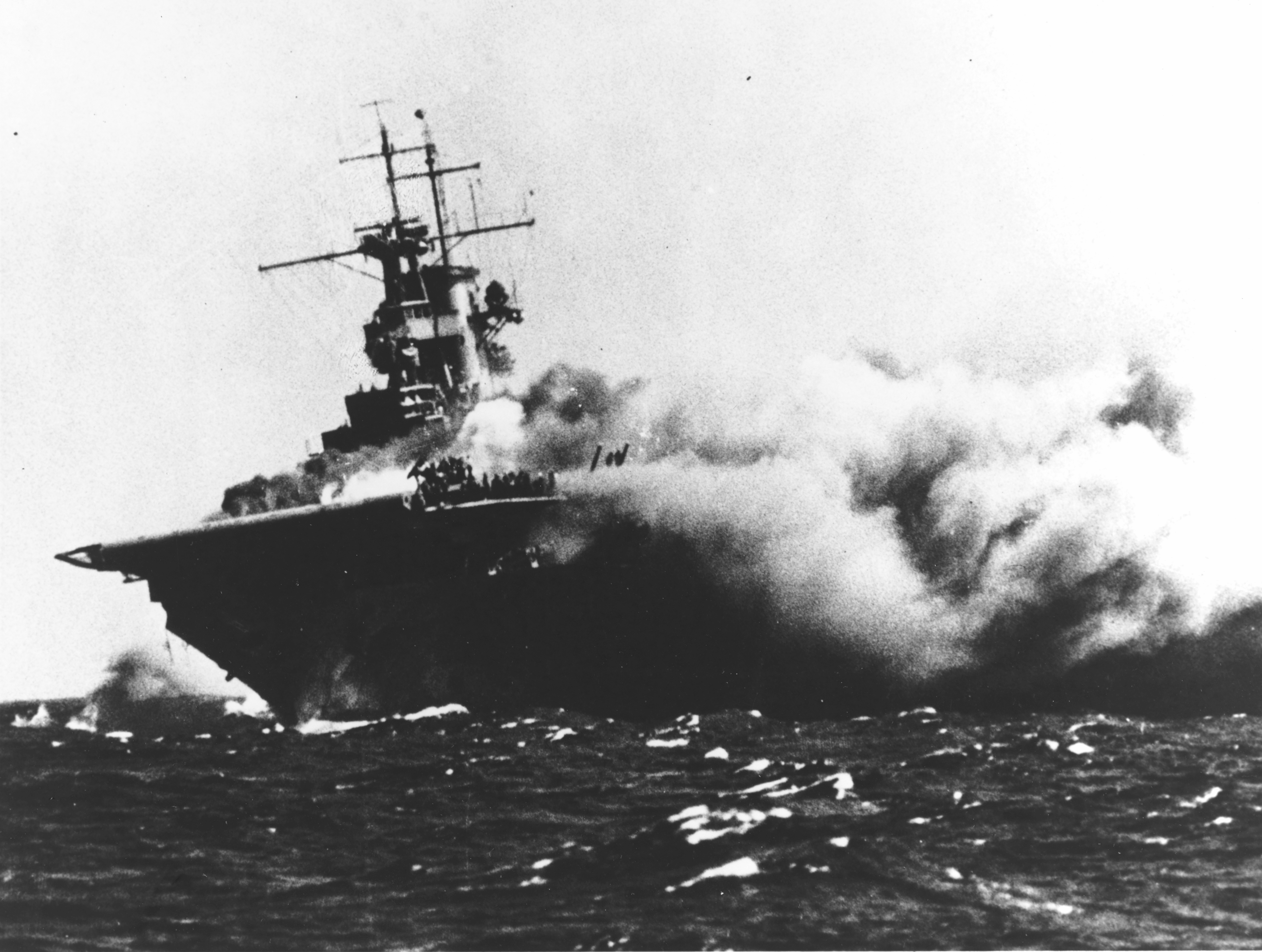
A Wasp repülőgép-hordozó lángokban, szeptember 15.

Miközben a japánok a Matanikau mögött a sebeiket nyalogatták, az amerikai csapatok további erősítéseket kaptak. Vandergrift újabb tengerészgyalogos-zászlóaljat vezényelt át Tulagiról Guadalcanalra szeptember 14-én. Négy nappal később befutott egy konvoj, amely 4157 főnyi tengerészgyalogos-erősítést hozott, valamint 137 gépjárművet, sátrakat, repülőbenzint, élelmiszert és további felszerelést. A beérkezett erősítésekkel végre sikerült folytonossá tenni az amerikai védővonalat. Vandergrift tovább erősítette csapatait a nem megfelelően teljesítő tisztek visszaküldésével és helyükbe alacsonyabb rangú, magukat a harcok során kitüntető katonák előléptetésével.
A konvoj nem jutott át áldozatok nélkül: szeptember 15-én a japán I–19-es tengeralattjáró megtorpedózta és elsüllyesztette a kísérés feladataiban részt vevő Wasp repülőgép-hordozót. Ezzel a teljes csendes-óceáni térségben már csak egy amerikai hordozó, a Hornet maradt bevethető állapotban.
Szeptember 14-27. között a rossz időjárás miatt elmaradtak a japán légitámadások, és a csendes időszakot mindkét fél repülő egységei megerősítésére használta ki. A japánok 85 vadász- és bombázógéppel erősítették rabauli bázisukat, míg az amerikaiak 23 gépet hoztak Guadalcanalra. Ezzel az erőviszonyok kis híján kiegyenlítetté váltak (117 japán gép 71 amerikai ellen). Szeptember 27-én újraindultak a japán légitámadások, amelyeket már egy sokkal magabiztosabb tengerészgyalogos-légierő fogadott.
A japánok, a Tokió Expressz segítségével szakadatlanul folytatták a szigeten lévő csapataik erősítését. Szeptember 11-én egy zászlóalj érkezett a sziget nyugati csücskébe, túl későn ahhoz, hogy részt vegyen a nagy támadásban. Szeptember 14-24. között a japán rombolók további 280 katonát és nagy mennyiségű élelmiszert, lőszert és egyéb ellátmányt tettek partra.
A 2. japán gyaloghadosztály Rabaulba érkezett, és megkezdődtek az előkészületek a szigetre szállítására. A japánok október 20-ára tervezték a következő nagy támadást 17 500 katona részvételével.

### Akciók a Matanikaun

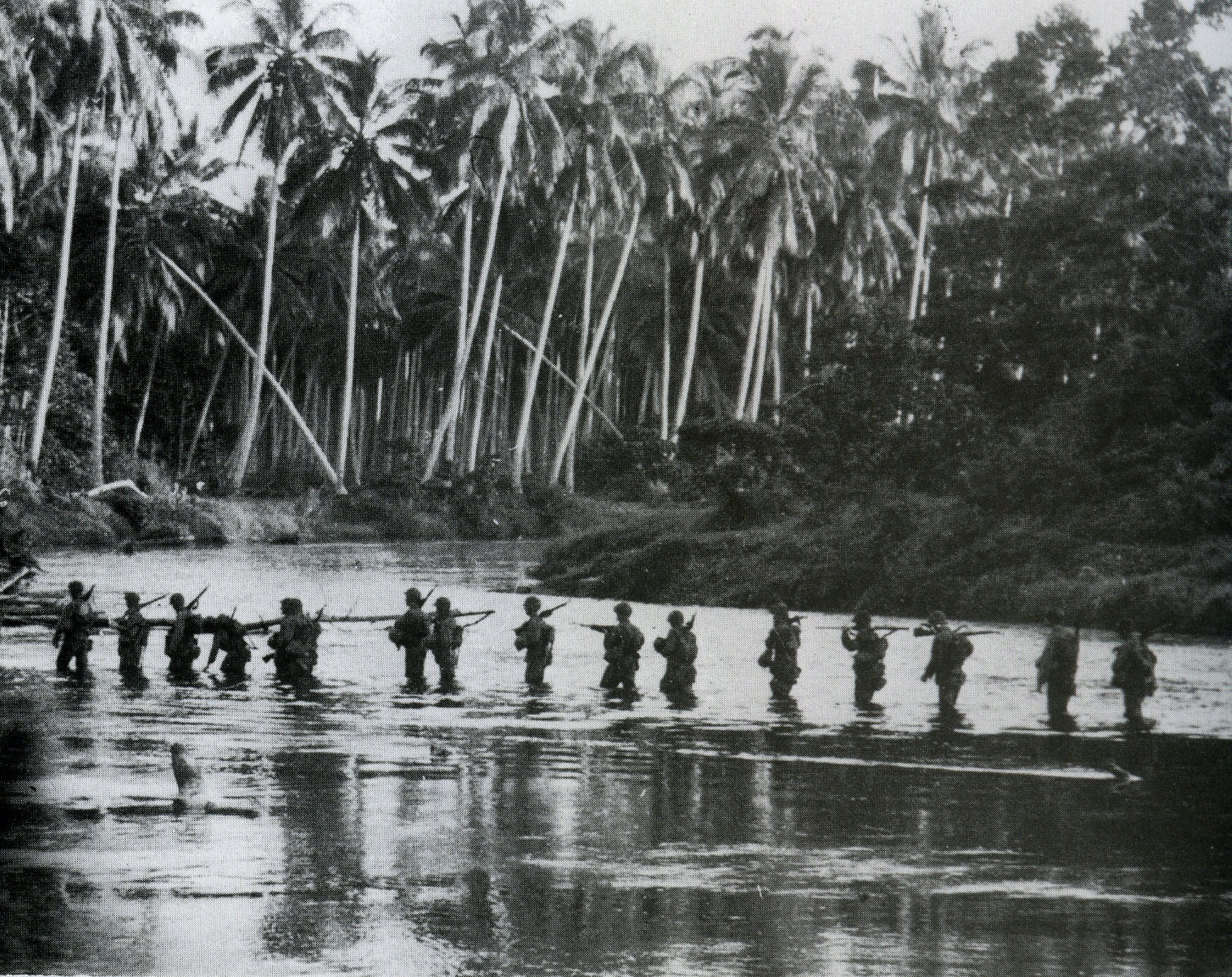
Amerikai tengerészgyalogosok átkelnek a Matanikaun, 1942 szeptember.

Kavagucsi a Matanikau nyugati partjára vonult vissza főerőivel. A szétziláltan visszavonuló japánok számos csoportja tévelygett a védelmi zóna déli része és a Matanikau közötti erdős területen. Ezen csapatok megsemmisítésére és a főerők nyugtalanítására az amerikaiak több kisebb (század-zászlóalj) erejű akciót szerveztek a Matanikau völgyében.
Az első ilyen akcióra szeptember 23. és 27. között került sor. Az előrenyomuló tengerészgyalogosok a japánok gyűrűjébe kerültek, és kénytelenek voltak a tengerpart felé kitörni. A súlyos veszteségeket szenvedett csapatok csak egy, a közelben tartózkodó amerikai torpedóromboló hatékony ágyútüzének és annak köszönhették megmenekülésüket, hogy sebtében sikerült partraszálló járműveket ideirányítani.
A második akció során (október 6-9.) fordult a kocka. Egy erősebb amerikai különítmény átkelt a Matanikaun, meglepte a frissen beérkezett 2. japán gyaloghadosztályt, és csaknem teljesen megsemmisítette annak 4. ezredét. Az akció hatására a japánok feladták meglévő hídfőiket és visszavonultak a folyó nyugati partjára, ami nagyban hátráltatta a következő nagy támadás előkészítését.
Az összecsapás során az amerikaiak több mint 120, Nakaguma egységei pedig 690 főt vesztettek.
Október 9-én és 11-én is kisebb akciókra került sor két kisebb japán megfigyelőállás ellen, amelyeket sikerrel felszámoltak.

## Krízis

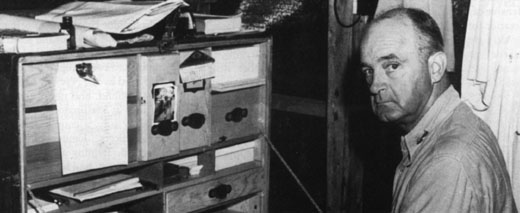
Vandegrift tábornok a parancsnoki sátorban

Szeptember utolsó és október első hetében a Tokió Expressz egyre több japán katonát tett partra a szigeten. A japán haditengerészet mindent megtett, hogy leszállítsa a támadáshoz szükséges egységeket felszerelésükkel együtt, valamint ezen felül fokozta a sziget elleni légitámadásokat is.
Amerikai részről szintén további erősítések küldését határozták el, és összeállítottak egy konvojt, amely a 164. amerikai gyalogezred 2 837 katonáját hozta Guadalcanalra (tervezett érkezés: október 13-án). A konvoj védelmére egy 4 cirkálóból és 5 rombolóból álló hajórajt vezényeltek ki (Task Force 64) Norman Scott admirális parancsnoksága alatt.

### Az Esperance-foki tengeri csata
Október 11-én éjjel az addigi legnagyobb „patkányfutam” keretében két hidroplán-anyahajó és hat romboló 728 katonát, tüzérségi felszerelést és lőszert vitt Guadalcanalra. Ugyanezen az éjszakán három japán nehézcirkáló és két romboló Goto Aritomo admirális parancsnoksága alatt ágyútűzzel támadta volna Henderson Field-et.
Az amerikai konvojt védő Task Force 64 éjfél körül találkozott Goto hajóival. Az amerikai hajók új, nagy hatótávolságú radarjuknak köszönhetően meglepték a japánokat, elsüllyesztettek egy nehézcirkálót és egy rombolót, és súlyosan megrongáltak egy további cirkálót. Elesett Goto admirális is. Az amerikaiak egy rombolót veszítettek, emellett megsérült egy cirkáló és egy romboló. A győzelem még nagyobb arányú lehetett volna, ha Scott admirális nem követ el több hibát a csata során. A sérült japán hajók visszavonulását fedező négy romboló közül kettőt másnap elsüllyesztett a Kaktusz légierő. Miközben a két flotta az ütközetet vívta, a japán konvoj szerencsésen elérte úticélját és kirakodott. A következő napon sikeresen elérte célját az amerikai konvoj is.

### Japán támadás Henderson Field ellen
Az amerikai tengeri győzelem ellenére a japánok tovább folytatták a következő nagy offenzíva előkészítését. Hat gyors járású teherhajóból és nyolc rombolóból álló konvoj küldését határozták el, amely 4 500 katonát, két nehéztüzérségi üteget és egy harckocsi-századot szállított volna. A konvoj október 13-án hagyta el a Shortland-szigeteken kialakított tranzit-kikötőt.
Mivel még a gyors teherhajók sem voltak képesek egy éjszaka alatt lebonyolítani az utat, az akció sikeréhez elengedhetetlenül szükséges volt a Kaktusz légierő kiiktatása.

#### Henderson Field bombázása

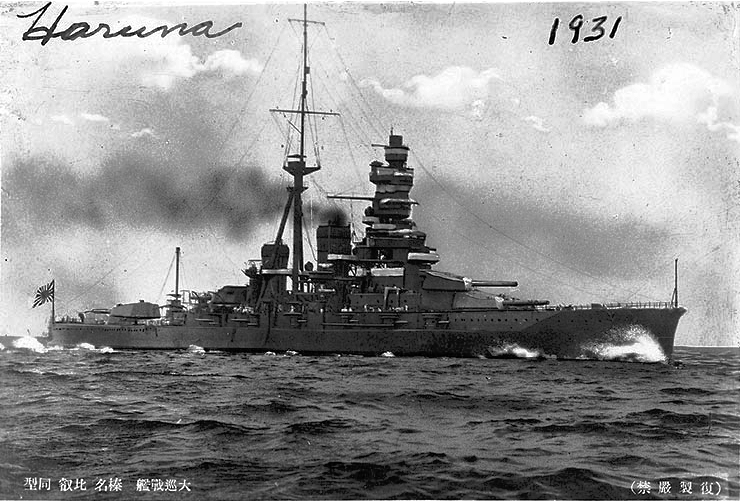
A Haruna japán gyorscsatahajó

Ezt a feladatot a két csatahajóból (Haruna és Kongo), egy cirkálóból és 9 rombolóból álló kötelék kapta, amely október 14-én éjszaka a szigethez hajózott, és 01:33-kor tüzet nyitott a repülőtérre. A következő 1 óra 23 perc alatt a csatahajók 973 db 38 cm-es kaliberű, speciális, nagy rombolóerejű repeszgránátot lőttek ki, amelyek hatalmas pusztítást okoztak. Megsemmisült majdnem az összes repülőbenzin, a 90 repülőgépből 48, és meghalt a repülőtér közelében éjszakázó 41 katona (köztük 6 pilóta). A becsapódások feltépték a kifutópályát is.
Másnap megfeszített munkával sikerült egy ideiglenes kifutópályát kialakítani, és a környező amerikai bázisokról 20 vadászgép és 17 zuhanóbombázó érkezett. Szállítógépeken kerozint kezdtek a szigetre hozni, amilyen gyorsan csak lehetett. Az éjszaka során megsemmisült gépekben lévő üzemanyagot vödrökkel összegyűjtötték, így sikerült két köteléket kiküldeni a sziget felé tartó nagy japán konvoj megtámadására. A kötelékek megtámadták a konvojt, de nem sikerült veszteséget okozniuk.

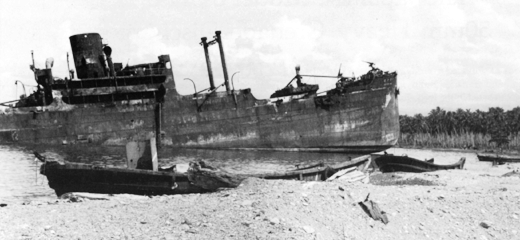
Az október 15-i támadásban elpusztult és partra sodródott japán szállítóhajó roncsai

A japán konvoj október 14-én éjfélkor megérkezett Tasszafaronga kikötőjébe és megkezdte a kirakodást. A következő nap Henderson Fieldről felszállt repülők folyamatosan támadták a konvojt, és megsemmisítettek három szállítóhajót. A többi hajó – kirakva az összes katonát és a felszerelés kétharmadát – 15-én éjszaka visszaindult. 14-én és 15-én japán nehézcirkálók további éjszakai tüzérségi támadásokat intéztek a repülőtér ellen, de nem okoztak akkora veszteséget, mint a csatahajók bombázása.

#### Az utolsó nagy roham
Október 1. és 17. között a japánok 15 000 katonát hoztak a szigetre, így Hijakutake generálisnak 20 ezer ember állt rendelkezésére a nagy támadásra. A hídfők elvesztése miatt nyugatról túl nehéz lett volna előrenyomulni, ezért délről tervezte megindítani a fő támadást, hasonlóan Kavagucsi korábbi kísérletéhez.
7000 japán katona, Marujama Maszao parancsnoksága alatt benyomult a rendkívül nehezen járható dzsungelbe, hogy megkerülje az amerikai pozíciókat. A támadás tervezett időpontja október 22. volt. A fő támadással egy időben nyugatról Szumijosi Tadasi vezetésével 2900 katona a szigetre hozott két ütegnyi nehéztüzérség támogatásával indult volna rohamra. A japánok úgy becsülték, kb. 10 000 amerikai lehet Guadanalcanalon (a valóságban 23 ezren voltak). A támadásban a teljes japán 2. hadosztály részt vett, kiegészítve a 38. hadosztály részeivel és további támogató alakulatokkal, a már említett két 105 mm-es üteggel és egy századnyi harckocsival is. A Kavagucsi-támadás túlélői is csatlakoztak az offenzívához.

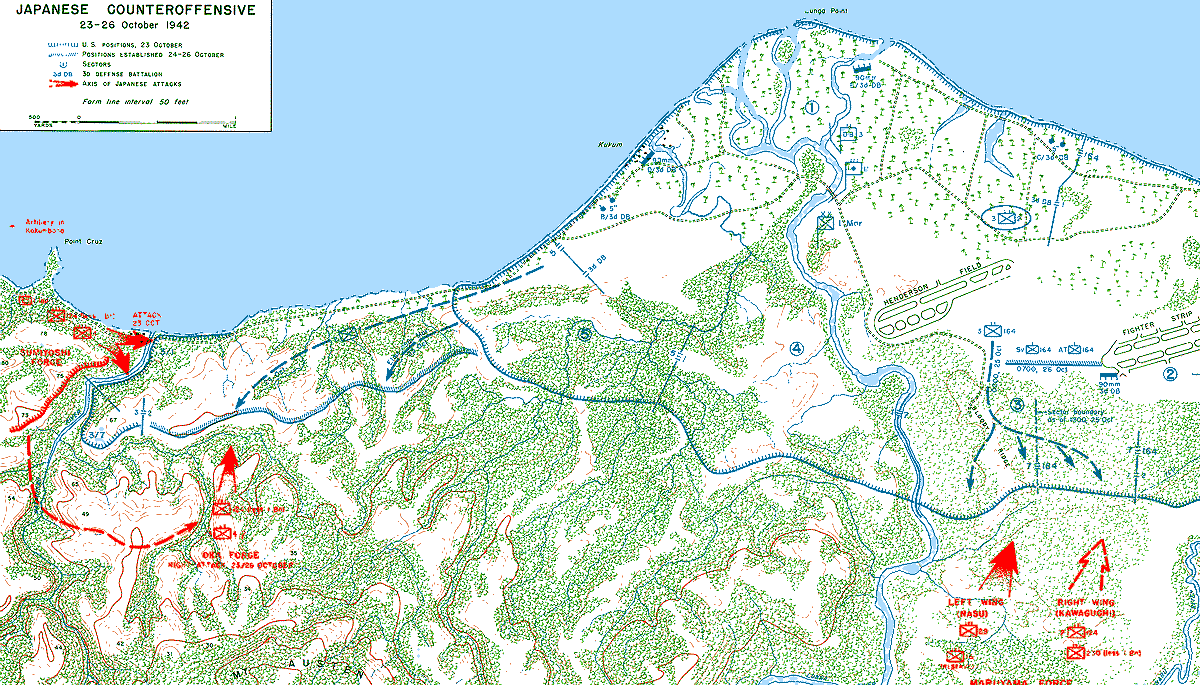
A csata október 23. – október 26. között. Szumijosi csapatai nyugatról, Marujama hadosztálya délről támad.

Október 12-én japán utászok megkezdték a Mananikautól a sziget belseje felé vezető út építését („Marujama útja”). A 24 km hosszú út Guadalcanal legnehezebben járható részein vezetett keresztül: mocsaras patakok, meredek hasadékok és sűrű dzsungel akadályozták az utászok munkáját. Október 16-18. között a 2. hadosztály megindult kijelölt támadási körletei felé. Október 23-án a csapatok még mindig a dzsungelben küszködtek, ezért Hijakutake 24. estéjére halasztotta a támadást. A repülőtértől délre lévő dzsungel olyan sűrű volt, hogy az amerikaiaknak ekkor még fogalmuk sem volt arról, hogy több ezernyi japán katona mozog a védelmi vonal mentén.
Szumijosi csapatait nem sikerült időben értesíteni a támadás elhalasztásáról, ezért 23-án este két zászlóaljnyi japán katona 9 harckocsi támogatásával megindult a Matanikau torkolatánál beásott amerikaiak ellen. Az eredményesen védekező tengerészgyalogosok az összes tankot megsemmisítették, és a japán támadás rendkívül súlyos veszteségekkel összeomlott. Az amerikaiak vesztesége csekély volt.
Október 24-én este Marujama csapatai is támadásba lendültek. Az elkövetkező két éjszaka folyamán a japán egységek számos sikertelen frontális támadást intéztek a védekező amerikaiak ellen. Az amerikai tengerészgyalogosok és a támogató tűzerő borzalmas pusztítást végzett a japánok soraiban. Az éjszakai felhőszakadásnak köszönhetően több, pár fős japán csoport átjutott a védővonalon, de összehangolt akciót nem tudtak szervezni, és a tengerészgyalogosok egyenként végeztek velük az elkövetkező napok során. 60 fős amerikai veszteség árán az első éjszaka több mint 1500 támadó esett el. A gyalogsági támadással összhangban a japánok tengeri és légi offenzívát is indítottak, de ezt a Kaktusz légierő sikerrel hárította. Tevékenységüknek köszönhetően 14 repülőgép és 1 könnyű cirkáló semmisült meg.

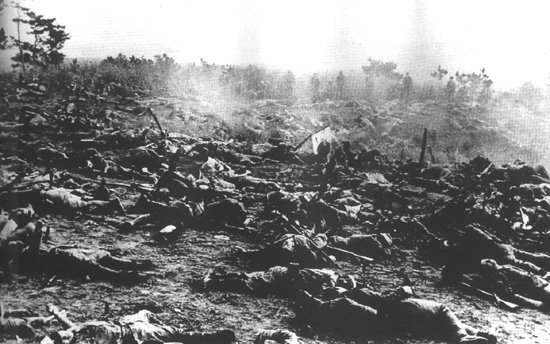
Japán katonák holttestei a kudarcot vallott támadás után

További japán támadások a Matanikau torkolatánál október 26-án szintén kudarcot vallottak, csekély amerikai és súlyos japán veszteségek árán. Hijakutake parancsot adott a támadások leállítására és visszavonulásra. Marujama csapatainak kb. fele a kiindulási pontjaikra, a Matanikau folyóhoz vonult vissza, a többiek pedig kelet felé vonultak az amerikai védelmi vonal mentén amíg el nem érték a tengert, és ott támaszpontot építettek ki.
Mindkét alakulat előőrsei november 4-én érték el céljaikat. A csapatokat annyira megviselték a veszteségek, az éhezés, a betegségek és a kimerítő menet, hogy a 2. hadosztály a hadjárat hátralévő részében nem volt képes egyetlen újabb támadásra sem. A harci veszteségek 2200–3000 főt tettek ki, szemben a mintegy 80 amerikai halottal.

### Tengeri csata a Santa Cruz-szigeteknél
Ezzel egyidőben Hijatuke csapatai a lungai amerikai állásokat támadták. Japán repülőgép-hordozókat és egyéb nagyobb méretű hadihajókat csoportosítottak át Jamamoto Iszoroku parancsnoksága alatt, a Salamon-szigetek déli részénél. A japánok azt remélték, hogy itt sikerrel vehetik fel a harcot a szövetséges hadiflottával, és döntő vereséget mérhetnek rá.
A térségben tartózkodó szövetséges hadiflotta (TF 61) parancsnoka október 18-án a Ghormley-t váltó William F. Halsey lett. Halsey, Ghormley-val ellentétben optimista volt a japánokkal való összecsapást illetően és alig várta azt.
A két szembenálló fél október 26-án csapott össze. A repülőgép-hordozókról felszálló repülőcsapatok összecsapása után a szövetségesek kénytelenek voltak visszavonulni. A japánok elsüllyesztették a USS Hornet-et, a USS Enterprise-t pedig súlyosan megrongálták. A japán repülőgép-hordozók szintén visszavonultak, mivel a flotta-légierejük szintén súlyos veszteségeket szenvedett és két hordozójuk is megrongálódott. Bár a japánok harcászati győzelmet arattak, veszteségeik az elkövetkező időkben pótolhatatlanok voltak. A veterán pilóták a későbbiekben hosszútávú hadászati előnyt jelentettek a szövetségeseknek, mivel légierejük vesztesége az összecsapás alatt viszonylag alacsony volt.

## Fordulópont

### Ellentámadás a Matanikaun és Koli Pointnál

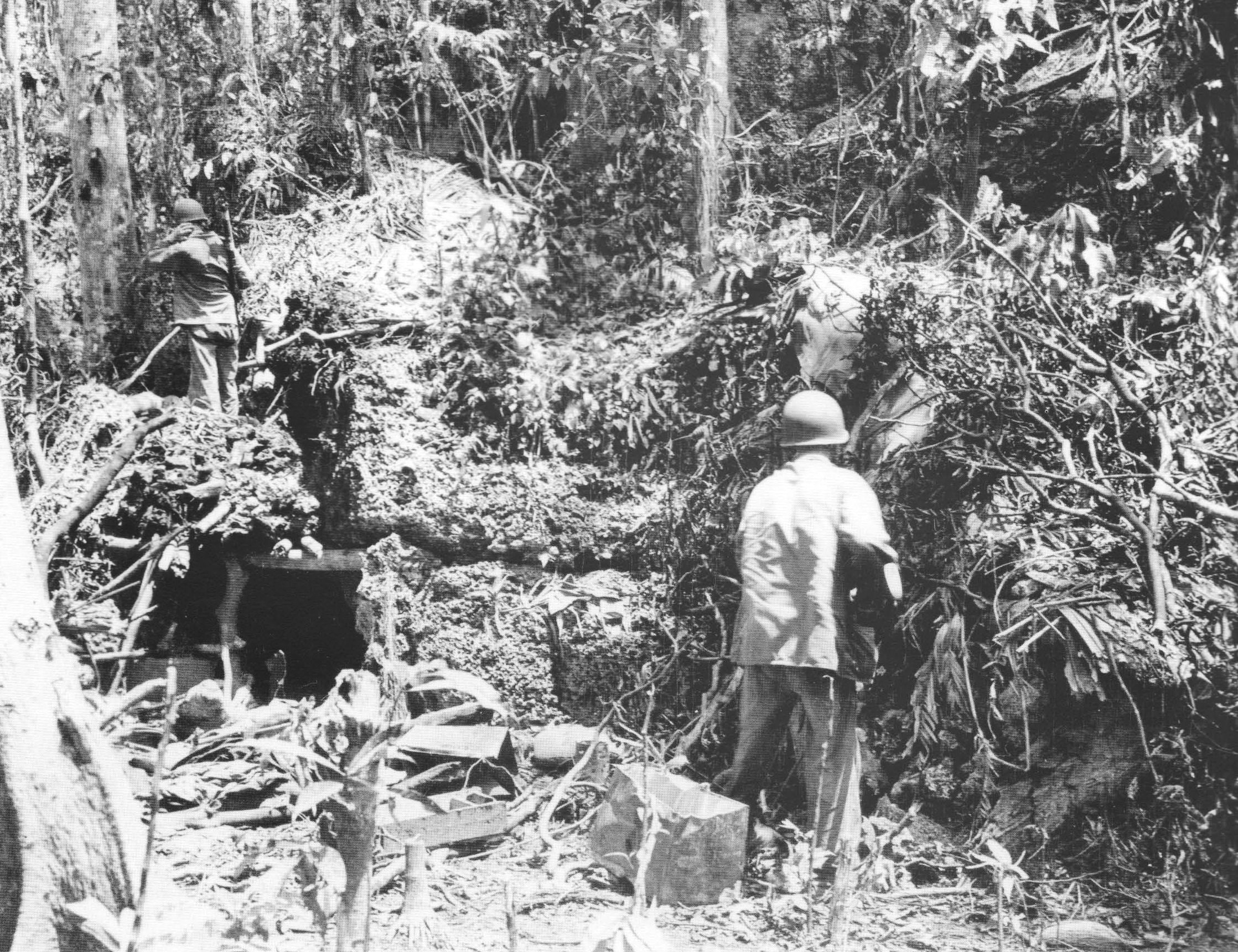
Két amerikai tengerészgyalogos japán bunkert számol fel november 3-án

A Henderson Fieldért indított csatában aratott győzelem kihasználása érdekében Vandegrift 6 tengerészgyalogos zászlóaljjal támadást indított a Matanikau nyugati oldalán, amihez később az amerikai hadsereg még egy zászlóalja csatlakozott. A hadműveletet, melynek célja Kokumbona (a 17. japán hadsereg főhadiszállása, Point Cruztól nyugati irányban) elfoglalása volt Merritt Edson vezette. A japán védelmet Point Cruz környékén a 4. gyalogezred látta el Nakaguma Nomasu vezetésével. A 4. gyalogezred harcképességét és erejét jelentősen csökkentette az elhasználódás, a trópusi betegségek és az alultápláltság.
Az amerikai offenzíva november 1-jén kezdődött és november 3-ára, némi nehézség árán sikerült a védekező japán erőket megsemmisíteniük, beleértve a Nakaguma segítségére érkező csapatokat is. Úgy tűnt, hogy az amerikaiak Kokumbona elfoglalásának küszöbén álltak. Ekkor azonban felfedezték az újonnan, Koli Pointnál partraszállt japán egységeket, és harcba bocsátkoztak velük. Az egész akció és az új fenyegetés elleni siker érdekében Vandegrift november 4-én átmenetileg leállította a matanikaui offenzívát. Az amerikaiak 71, a japánok pedig körülbelül 400 fős veszteséget szenvedtek az offenzíva során.

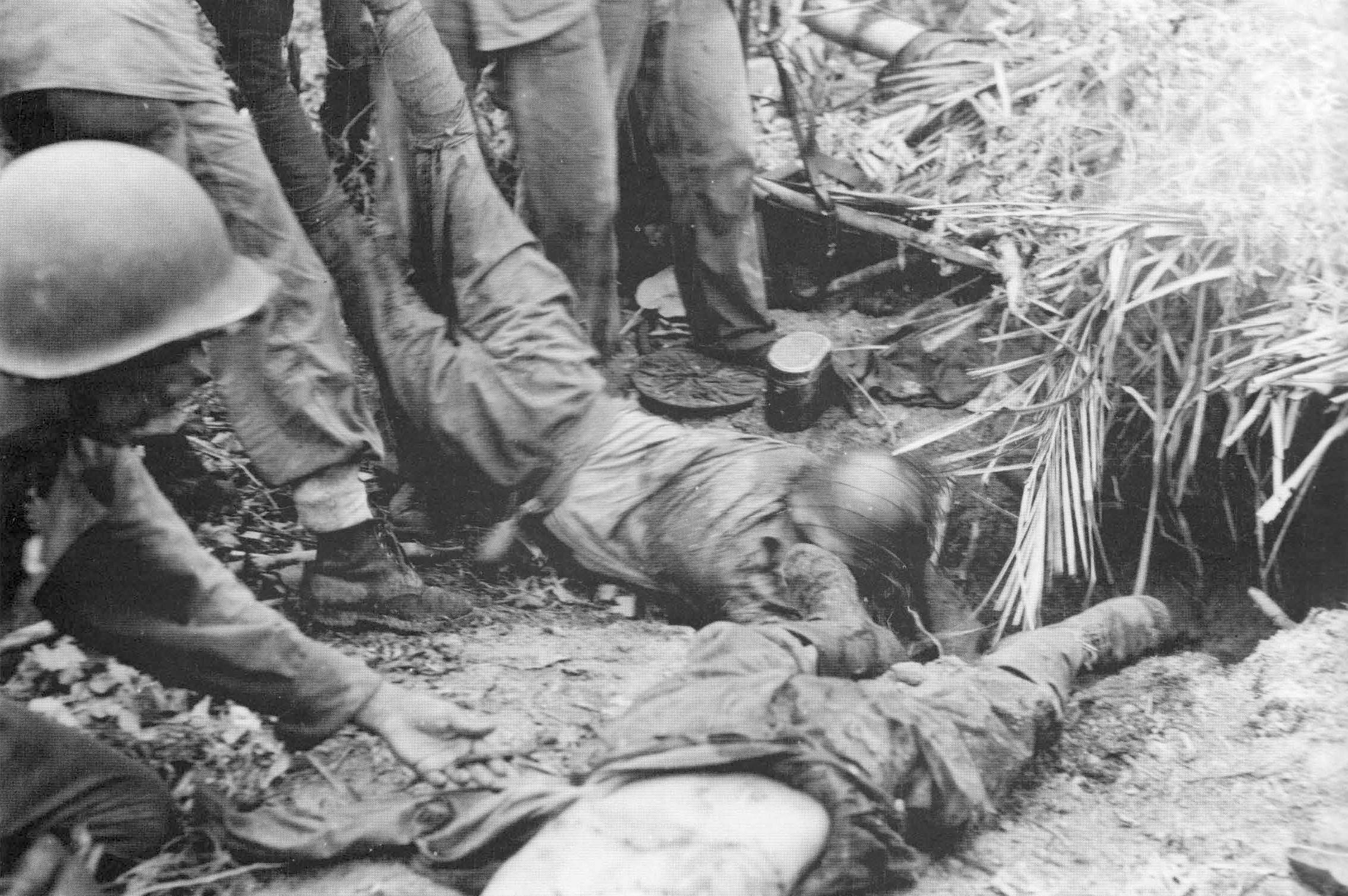
Amerikai tengerészgyalogosok a japán katonák holttesteinek eltávolítása közben (a Point Cruz környéki bunkerekből), a kora novemberi harcokat követően.

A Koli Pointnál november 3-án, a korai órákban 5 japán romboló egy 300 fős csapatot tett partra, a Koli Point felé tartó Sódzsi csapatainak támogatása céljából. Erről tudomást szerezve Vandegrift egy tengerészgyalogos zászlóaljat irányított át, Herman H. Hanneken parancsnoksága alatt, a japánok feltartóztatása céljából. A partraszállást követően a japánok összecsaptak Hanneken zászlóaljával, és azt a Lunga Point irányába szorították vissza. Vandegrift válaszul Hanneken zászlóalját Puller tengerészgyalogos zászlóaljával valamint két másik zászlóaljjal erősítette meg, és elrendelte, hogy ezen erők együttesen indítsanak támadást a japánok ellen Koli Pointnál.
Az amerikai csapatok indításakor Sódzsi és egységei megérkeztek Koli Pointhoz. November 8-ától kezdődően az amerikaiak megkísérelték Sódzsi csapatainak bekerítését a Koli Point mellett található Gavaga Creeknél. Időközben Hijakatuke parancsot adott Sódzsinak a pozíciói feladására és elrendelte csatlakozását a Kokumbonánál állomásozó japán csapatokhoz. A mocsaras pataknak köszönhetően rés volt az amerikai arcvonal déli szakaszán. November 9. és 11. között Sódzsi és 2-3000 fős csapata a dzsungelen keresztül dél felé menekült. November 12-én az amerikaiak a Koli Point-nál maradó japán erőket teljesen megsemmisítették. A japán áldozatok száma 450 és 475 között volt, valamint az amerikaiaknak sikerült Sódzsi nehézfegyverzetének és utánpótlásának nagy részét megszerezniük. Az amerikai áldozatok száma 40, a sebesülteké pedig 120 fő volt.
Ezalatt november 4-én a 2. tengerészgyalogos zászlóalj 2 százada (Evans Carlson vezetése alatt) Aola Baynél partra szállt, a Lunga Pointtól 64 kilométerre, keleti irányban. Carlson csapatai a 147. gyalogezreddel megerősítve az amerikai hadsereg építőzászlóalját (500 fő) védte, amint az egy repülőtér építésébe kezdett. Halsey, Richmond K. Turner ellentengernagy tanácsára hagyta jóvá az Aola Baynél létesítendő reptér építését.
November 5-én Vandegrift parancsot adott Carlsonnak, hogy szárazföld belsejébe hatolva támadja meg Sódzsi Koli Point-ról elmenekült csapatait. Csapatai maradékának csatlakozása után Carlson egy 29 napos járőrözésbe kezdett, Aola Bayből indulva a Lunga Point irányába. A járőrözés ideje alatt többször megütköztek Sódzsi visszavonuló csapataival. A harcok során japánok 500, az amerikaiak 16 főt vesztettek. Sódzsi csapatait emellett a trópusi betegségek és az éhezés is sújtotta.
November közepére a Lunga folyót elérve (Matanikau felé félúton) Sódzsi csapatai már csak 1300 főből álltak. Ebből 7-800 fő jutott el a 17. japán hadsereghez. A fentiekre való tekintettel Sódzsi csapatai csak kis szerepet játszottak a hadjárat fennmaradó részében.
A Tokió Expressz november 5-én, 7-én és 9-én további erősítést rakott partra. Ezek között volt a 38. japán gyaloghadosztály, a 228. gyalogezred nagy részét is magában foglalva. A friss csapatok segítségével a japánok sikeresen visszaverték a november 10-én és 18-án bekövetkező amerikai támadásokat Point Cruznál és Matanikaunál. A japán és az amerikai csapatok az elkövetkező 6 hétben farkasszemet néztek a Point Cruz melletti, attól nyugatra eső vonal mentén.

### A guadalcanali tengeri csata
A japánok még mindig nem adták fel a küzdelmet, és 11 nagy szállítóhajóból álló újabb konvojt szerveztek, amely kb. 7000 főből álló friss csapatokat (a 38. gyaloghadosztály egységei) és rengeteg utánpótlást vitt a szigetre. A konvojt két csatahajó kísérte, melyek speciális repesz-töltetekkel voltak ellátva. Feladatuk a Henderson repülőtér bombázása és az ott állomásozó légierő megsemmisítése lett volna november 12-én és 13-án éjjel. Ez biztosította volna a nehéz szállítójárművek biztonságos eljutását Guadalcanalra másnap.
A szövetségeseknek már november elején tudomásuk volt a japán előkészületekről, ezért a Task Force 67-et utánpótlással és felszereléssel november 11-én, Turner parancsnoksága alatt Guadalcanalhoz irányították. A konvoj védelmét a Daniel J. Callaghan és Norman Scott parancsnoksága alatt álló hadiflotta látta el. Bár a japán légierő többször megtámadta a konvojt 11-én és 12-én, a kirakodás komolyabb veszteségek nélkül megtörtént.
November 13-án éjjel a hadihajók előresiettek, hogy – a már bevált módon – a repülőtér ágyúzásával iktassák ki a Kaktusz légierőt. Az éjszaka sötétjében, szakadó esőben hajózva a flotta kis híján belefutott a Callaghan admirális vezette, 5 cirkálókból és 8 rombolóból álló, a sziget partjainál járőröző amerikai erőkbe. A hajók közvetlen közelről, szinte teljesen vakon lőtték egymást. A japánok, bár maguk is szenvedtek veszteségeket, csaknem teljesen kiütötték az amerikai flottát (egy cirkáló és egy romboló maradt csak akcióképes), és nyitva állt előttük az út a sziget és a reptér bombázása felé. A csata végén azonban mindkét fél visszavonult. Callaghan elesett a csatában. Mivel Abe nem semlegesítette a repteret, Jamamoto a csapatszállító konvojt november 15-ére ütemezte át. Emellett összeállított egy új egységet, melynek feladata a repülőtér bombázása és a beérkező csapatok biztosítása lett volna.

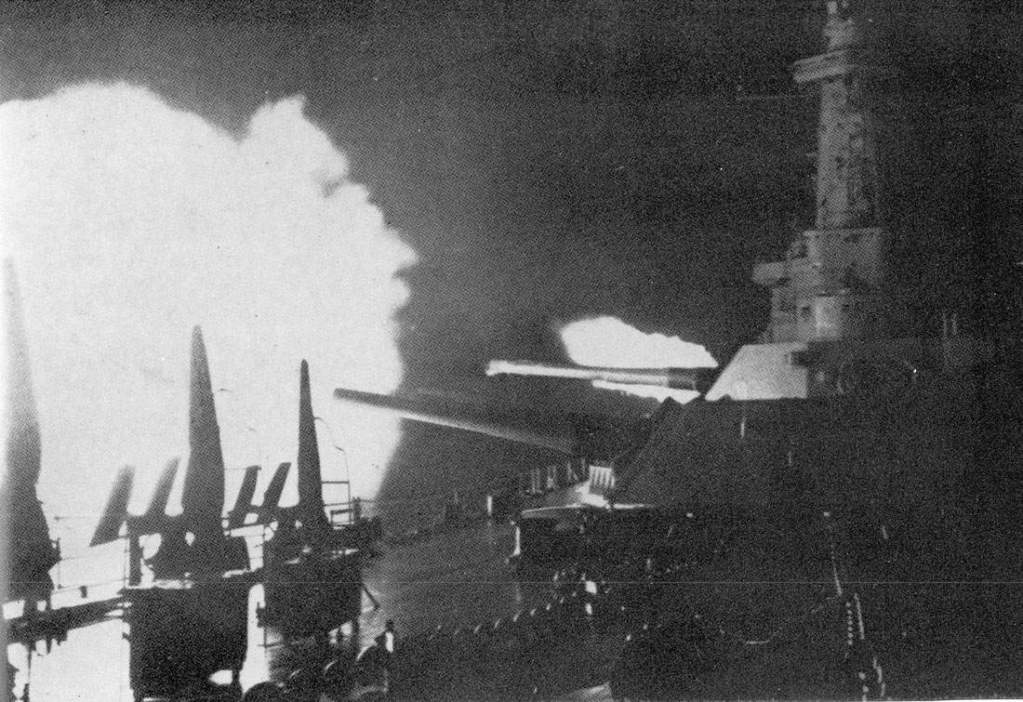
A Washington csatahajó tűzharca a Kirishimával november 15-én.

Időközben november 14-én 2 óra körül 1 cirkáló és 1 romboló, Mikava Gunicsi irányítása alatt Rabaulból akadálytalanul bombázta Henderson Fieldet. Ez ugyan okozott némi kárt, de a repülőtér és a repülőgépek többsége üzemképes maradt. Miközben Mikava visszavonult Rabaul irányába Tanaka szállító konvoja elindult Guadalcanal felé, abban a hitben, hogy a repülőtér megsemmisült, vagy súlyos károkat szenvedett. A nap folyamán a Henderson Fieldről és az Enterprise-ról felszálló repülőgépek folyamatosan támadták Mikava és Tanaka hajóit. Ennek során 1 nehézcirkálót és 7 szállítóhajót süllyesztettek el. A szállítóhajókról a csapatok nagy részét Tanaka rombolói segítségével menekítették meg, ezt követően visszatértek a Shortlands-re. Sötétedés után a maradék 4 szállítóhajó folytatta az útját Guadalcanalra, miközben a Kondo rendelkezésére álló erők a Henderson Field bombázása céljából közeledtek.
Kondo feltartóztasása céljából Halsey 2 csatahajót (USS Washington (BB-56) és USS South Dakota (BB-57)) és 4 rombolót választott le az Enterprise munkacsoportról. Az amerikai erők, a Washingtonon tartózkodó Willis A. Lee vezetésével elérték Guadalcanalt és a Szavo-szigetet november 14-én éjfél előtt, nem sokkal Kondót megelőzve. Kondo erői a Kirishimából, 2 nehézcirkálóból, 2 könnyűcirkálóból és 9 rombolóból álltak. Az összecsapás során a japánok gyorsan elsüllyesztettek 3 amerikai rombolót, és a negyediket súlyosan megrongálták. A japán csatahajók ekkor észlelték a South Dakota jelenlétét, tüzet nyitottak rá, és sikerült is megrongálniuk. Mialatt Kondo hajói a South Dakotára összpontosítottak, addig a Washington észrevétlenül megközelítette a Kirishimát. Radarja segítségével nyolc és fél kilométer távolságból bemérte, nyolc perc alatt hetvenöt lövést adott le rá, melyből kilenc talált, és végzetes károkat okozott benne. A Washingtont a japánok üldözőbe vették, azonban a sikertelen hajsza után visszavonultak a Henderson Field bombázása nélkül. A Kirishimán kívül a japánok még egy rombolót vesztettek.
Visszavonulás közben a 4 japán szállítóhajó a guadalcanali Tasszafaronga közelében 4 óra körül megállt és gyors kirakodásba kezdett. 05.55-kor az amerikai repülőgépek tüzérségi támogatással elkezdték támadni a partot ért szállítóhajókat. Ennek eredményeként sikerült mind a 4-et elsüllyeszteniük, a szállítmányok nagy részével együtt. Csak egy 2-3000 fős csapat ért sikeresen partot. A kirakodás sikertelensége következtében a japánok kénytelenek voltak feladni a Henderson Field elleni, novemberre tervezett offenzívájukat.
November 26-án Imamura Hitosi japán alezredes átvette az újonnan megalakult csapatot Rabaulban. Az új parancsnokság magában foglalta mind Hijatuke 17. hadseregét, mind az Új-Guinea szigetén állomásozó 18. japán hadsereget. Imamura parancsnoksága alatt tovább folytatódtak a Henderson Field és Guadalcanal visszafoglalására tett kísérletek. Az Új-Guinea szigetén található Bunánál indított szövetséges offenzíva azonban megváltoztatta Imamura prioritását. Mivel Bunánál a helyzet nagyobb veszélyt jelentett, ezért Imamura elhalasztotta a további jelentős utánpótlások küldését Guadalcanalra.

### A japánok kiűzése a szigetről
December hónap folyamán a megviselt 1. amerikai tengerészgyalogos-hadosztályt kivonták a szigetről. Helyét egy szintén hadosztály erejű, tengerészgyalogos és szárazföldi egységekből álló hadtest vette át (CAM hadosztály). A japán csapatok ereje gyorsan hanyatlott, elsősorban a trópusi betegségek és az utánpótlási nehézségek miatt.
1942. december 12-én felmerült japán részről a sziget feladásának lehetősége. December 31-én a japán főhadiszállás, a császár jóváhagyásával elrendelte a csapatok evakuálását és egy új védelmi vonal létesítését. Az amerikai erők január 10-én megindították végső offenzívájukat. A japán csapatok döntő többsége, köszönhetően a Rennell-szigetnél bevetett repülőgépeik eredményességének, február 9-éig sikeresen elhagyta a szigetet a Ke hadművelet során.
Az amerikaiak a szigetet, illetve főleg a repülőteret jelentős bázissá építették ki és a háború végéig használták. A repülőtér ma is üzemel, Honiara International Airport (HIR) néven, a Salamon-szigetek egyetlen nemzetközi repülőtereként.

## A csata értékelése, jelentősége

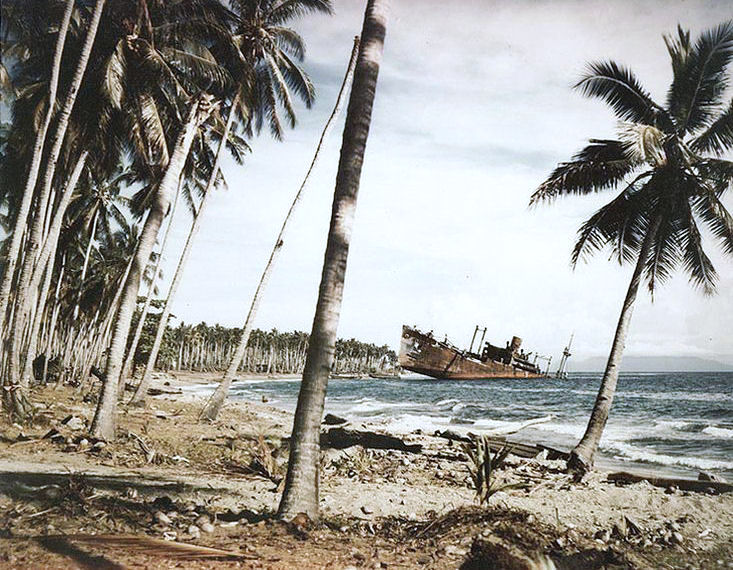
A november 15-én partra futtatott Kinugava Maru japán szállítóhajó roncsa egy évvel a csata után.

A midwayi csatát széles körben a csendes-óceáni háború fordulópontjának tartják, mivel az a haditengerészet stratégiai győzelmét hozta el és megállította Japán keleti irányú terjeszkedését Hawaii és az Amerikai Egyesült Államok irányába. Japán ennek ellenére folytatta terjeszkedését a Csendes-óceán déli térségében, amíg két döntő vereséget nem szenvedett a szövetségesektől. Az ausztrál szárazföldi erők 1942. szeptemberében Új-Guineánál, a Milne-öböli csatában legyőzték a japán haditengerészetet. Ez volt a japánok első szárazföldi veresége ebben a térségben. 1942. végére pedig biztossá vált, hogy Japán elveszítette a guadalcanali hadjáratot, mely súlyosabb csapás volt a japán stratégiai tervek szempontjából és váratlan amerikai győzelmet hozott.
A guadalcanali hadjárat igen súlyos vereség volt mind stratégiailag, mind anyagilag és az emberanyagot érintően is. Megközelítőleg 30 ezer japán katona vesztette életét a hadjárat során. Japán elveszítette irányítását a Salamon-szigetek felett és ezzel azon képességét is, hogy feltartóztassa a szövetségesek hajóit. A rabauli japán főhadiszállás így a szövetséges légierő közvetlen fenyegetése alá került. A legfontosabb azonban az volt, hogy az amúgy is kis számú japán szárazföldi, légi és tengeri egységek jelentős része felemésztődött a guadalcanali hadjárat alatt. A haditechnikai és a jól kiképzett, veterán egységeket érintő veszteségek pótolhatatlanok voltak. A szövetségesek számára ez volt az első győzelem abban a sorozatban, mely végül Japán kapitulációjához és megszállásához vezetett.
A guadalcanali egyike volt az első, elhúzódó hadjáratoknak a térségben. A hadjárat mindkét fél logisztikai képességét és lehetőségét erősen igénybe vette, mivel az elhasználódás igen nagymértékű volt. Ez felgyorsította az Egyesült Államok hadi és légi szállításának fejlesztését. Japán az erősítések szempontjából kénytelen volt bárkákra, rombolókra és tengeralattjárókra támaszkodni, mely váltakozó sikert hozott. A kampány elején az amerikaiakat a nyersanyagok hiánya is hátráltatta, mivel a németek elleni fellépés elsőbbséget élvezett. Azonban ahogy az amerikai közvélemény tudomására jutott az amerikai csapatok guadalcanali tevékenysége, egyre jelentősebb erősítéseket vezényeltek a térségbe. A japánok sem a hadiipari termelésben, sem emberanyag tekintetében nem tudták felvenni a versenyt az amerikaiakkal. Míg Japánt pótolhatatlan veszteségek érték, addig az Amerikai Egyesült Államok még növelte is erőit.
Guadalcanal után a japánok már egyértelműen védekezésre kényszerültek. A Guadalcanalra irányuló állandó erősítések miatt a japán erők jelentősen meggyengültek a többi hadszíntéren, mely jelentősen hozzájárult az ausztrálok sikeres ellentámadásához Új-Guineában. Ennek eredményeként 1943 elején sikerült elfoglalniuk a kulcsfontosságú bunai és gonai bázisokat. Júniusban a szövetségesek megindították a Cartwheel („Cigánykerék”) hadműveletet, melynek célja a japán főerők elszigetelése volt Rabaulban. Ennek során a tengeri összeköttetés elvágására összpontosítottak. A hadművelet egyben előkészítette Douglas MacArthur tábornok, a japánok által korábban elfoglalt területeket szigetről-szigetre visszafoglaló hadjáratait a Csendes-óceán délnyugati térségében. Chester Nimitz admirális a középső térségben látott el MacArthurhoz hasonló szerepet. Mindkettejük tevékenysége során az amerikaiak Japán felé közeledtek.
Gerhard L. Weinberg amerikai történész szerint a guadalcanali hadjárat hosszú távú hatásait gyakran nem veszik figyelembe.
A japán vezetők fő offenzívára készültek az Indiai-óceán térségében, erről értesítették német szövetségesüket is (Ceylon, Madagaszkár), azonban az ehhez szükséges tengeri és légi egységek megsemmisültek Guadalcanalnál. A veszteségek valóban lehetetlenné tették a japán „sorompó” védelmi rendszer működését. A guadalcanali hadjárat kezdetével egyidőben a Brit Nemzetközösség erői csak nagy nehézségek árán tudták tartani a Szuezi-csatornát a Német Afrika-hadtest ellenében. Az utánpótlás és erősítések, melyek lehetővé tették az El Alameinnél bekövetkező győzelmet, az Indiai-óceánon keresztül érkeztek, mely a fenti körülmények miatt szabad maradt a szövetségesek hajói előtt. Ráadásul ugyancsak az Indiai-óceánon (majd Iránon) keresztül sikerült megoldani a németek ellen küzdő Szovjetuniónak juttatott, Amerikából érkező utánpótlás eljuttatását is. A brit uralom 1942-ben érte el mélypontját Indiában. Japán egyetlen esélye a brit uralom megdöntésére és a kínai utánpótlási útvonal elvágására a Csendes-óceán délnyugati térségében hiúsult meg. Ez lehetővé tette a brit, gurka és indiai erőknek, valamint a csinditek további felmentő műveleteit Burmában, melyek egy évvel később érték el kívánt hatásukat, majd a Dracula hadműveletben fejeződött be.
A csata jelentősége és végkimenetele fontos abból a szempontból is, hogy a harccselekményektől felszabadult guadalcanali Henderson Field repülőtér később több jelentős katonai akció kiindulópontjává vált. Japán, talán legnagyobb hibája az volt, hogy fogalmuk sem volt arról, az ellenség feltörte rejtjelező kódjaikat, és ennek segítségével minden tervükről, és hadműveletükről tudomással bírtak. Így kerülhetett sor arra is, hogy tudomást szereztek Jamamoto admirális tervezett útjáról. Az 1943. április 18-án végrehajtott „Bosszú” hadművelet, melyben Jamamoto kötelékét 16 db P–38G megtámadta Bougainville szigeténél és az admirálist szállító Betty-t lelőtték. Jamamoto elvesztése súlyosan érintette a japán haditengerészeti hadvezetést, amely megmutatkozott későbbi hadmozdulataikban is.

## Fordítás
- Ez a szócikk részben vagy egészben  a   Guadalcanal Campaign című angol Wikipédia-szócikk ezen változatának fordításán alapul.  Az eredeti cikk szerkesztőit annak laptörténete sorolja fel. Ez a jelzés csupán a megfogalmazás eredetét és a szerzői jogokat jelzi, nem szolgál a cikkben szereplő információk forrásmegjelöléseként.

### Az angol nyelvű szócikk forrásai
Könyvek
- Bergerud, Eric M.. Touched with Fire: The Land War in the South Pacific. Penguin (1997). ISBN 0-14-024696-7
- Dull, Paul S.. A Battle History of the Imperial Japanese Navy, 1941-1945. Naval Institute Press (1978). ISBN 0-87021-097-1
- Frank, Richard. Guadalcanal: The Definitive Account of the Landmark Battle. New York: Random House (1990). ISBN 0-394-58875-4
- Griffith, Samuel B.. The Battle for Guadalcanal. Champaign, Illinois, USA: University of Illinois Press (1963). ISBN 0-252-06891-2
- Hammel, Eric. Guadalcanal: Starvation Island. CA, USA: Pacifica Press (1992). ISBN 978-0-935553-04-8

- Hammel, Eric. Carrier Clash: The Invasion of Guadalcanal & The Battle of the Eastern Solomons August 1942. St. Paul, MN, USA: Zenith Press. 0760320527 (1999)
- Hammel, Eric. Carrier Strike: The Battle of the Santa Cruz Islands, October 1942. Pacifica Press (1999). ISBN 0-935553-37-1
- Jersey, Stanley Coleman. Hell's Islands: The Untold Story of Guadalcanal. College Station, Texas: Texas A&M University Press (2008). ISBN 1-58544-616-5
- Kilpatrick, C. W.. Naval Night Battles of the Solomons. Exposition Press (1987). ISBN 0-682-40333-4
- Loxton, Bruce, Chris Coulthard-Clark. The Shame of Savo: Anatomy of a Naval Disaster. Australia: Allen & Unwin Pty Ltd (1997). ISBN 1-86448-286-9
- Lundstrom, John B.. First Team And the Guadalcanal Campaign: Naval Fighter Combat from August to November 1942. Naval Institute Press (2005). ISBN 1-59114-472-8
- McGee, William L.. The Solomons Campaigns, 1942-1943: From Guadalcanal to Bougainville--Pacific War Turning Point, Volume 2 (Amphibious Operations in the South Pacific in WWII). BMC Publications (2002). ISBN 0-9701678-7-3
- Miller, Thomas G.. Cactus Air Force. Admiral Nimitz Foundation (1969). ISBN 0-934841-17-9
- Morison, Samuel Eliot. The Struggle for Guadalcanal, August 1942 – February 1943, vol. 5 of History of United States Naval Operations in World War II. Boston: Little, Brown and Company (1958). ISBN 0-316-58305-7
- Murray, Williamson, Allan R. Millett. A War To Be Won: Fighting the Second World War. United States of America: Belknap Press (2001). ISBN 0-674-00680-1
- Peatross, Oscar F., John P. McCarthy and John Clayborne (szerk.). Bless 'em All: The Raider Marines of World War II. Review (1995). ISBN 0-9652325-0-6
- Rottman, Gordon L., Dr. Duncan Anderson (szerk.). Japanese Army in World War II: The South Pacific and New Guinea, 1942-43. Oxford and New York: Osprey (2005). ISBN 1-84176-870-7
- Smith, Michael T.. Bloody Ridge: The Battle That Saved Guadalcanal. New York: Pocket (2000). ISBN 0-7434-6321-8

Internetes források
- Anderson, Charles R.: 'GUADALCANAL' (propagandakiadvány). U.S. GOVERNMENT PRINTING OFFICE, 1993. (Hozzáférés: 2006. július 9.)
- Cagney, James: 'The Battle for Guadalcanal'. HistoryAnimated.com, 2005. [2012. május 26-i dátummal az eredetiből archiválva]. (Hozzáférés: 2006. május 17.) – A csata interaktív bemutatója
- Chen, C. Peter: Guadalcanal Campaign. World War II Database, 2004 - 2006. (Hozzáférés: 2006. május 17.)
- Craven, Wesley Frank; James Lea Cate: Vol. IV, The Pacific: Guadalcanal to Saipan, August 1942 to July 1944. The Army Air Forces in World War II. U.S. Office of Air Force History. (Hozzáférés: 2006. október 20.)
- Donahue, Jr., Jim: Guadalcanal Journal, 2005. [2006. november 7-i dátummal az eredetiből archiválva]. (Hozzáférés: 2006. november 8.)
- Flahavin, Peter: 'Guadalcanal Battle Sites, 1942-2004', 2004. (Hozzáférés: 2006. augusztus 2.) – Korabeli és mai képek a Guadalcanali hadjárat helyszíneiről
- Garrett, Rube: A Marine Diary: My Experiences on Guadalcanal, 2003 [2008. május 9-i dátummal az eredetiből archiválva]. (Hozzáférés: 2007)
- Gillespie, Oliver A.: 'The Official History of New Zealand in the Second World War, 1939–1945; The Battle for the Solomons (Chapter 7). New Zealand Electronic Text Center, 1952. (Hozzáférés: 2006. július 11.)
- Hoffman, Jon T.: 'FROM MAKIN TO BOUGAINVILLE: Marine Raiders in the Pacific War' (propagandakiadvány). WORLD WAR II COMMEMORATIVE SERIES. Marine Corps Historical Center, 1995. (Hozzáférés: 2006. augusztus 29.)
- Hoffman, Jon T.: SILK CHUTES AND HARD FIGHTING: US. Marine Corps Parachute Units in World War II (angol nyelven). Commemorative series pp. 1. Marine Corps History and Museums Division. (Hozzáférés: 2006. december 26.)
- Hough, Frank O.; Ludwig, Verle E., and Shaw, Henry I., Jr.: 'Pearl Harbor to Guadalcanal'. History of U.S. Marine Corps Operations in World War II. (Hozzáférés: 2006. május 16.)
- Inui, Genjirou: My Guadalcanal. [2008. május 13-i dátummal az eredetiből archiválva]. (Hozzáférés: 2007. január 16.) – Egy japán tiszt beszámolója a harcokról
- Mersky, Peter B.: Time of the Aces: Marine Pilots in the Solomons, 1942-1944 (angol nyelven). Marines in World War II Commemorative Series. History and Museums Division, Headquarters, U.S. Marine Corps, 1993. (Hozzáférés: 2006. október 20.)
- Miller, John Jr.: 'GUADALCANAL: THE FIRST OFFENSIVE'. UNITED STATES ARMY IN WORLD WAR II, 1949. (Hozzáférés: 2006. július 4.)
- Hirose (pontos neve ismeretlen): Report of a Japanese soldier about the battle of Guadalcanal (angol és német nyelven), 2007. [2007. szeptember 27-i dátummal az eredetiből archiválva]. (Hozzáférés: 2007. február 16.)
- Shaw, Henry I.: 'First Offensive: The Marine Campaign For Guadalcanal'. Marines in World War II Commemorative Series, 1992. (Hozzáférés: 2006. július 25.)
- U.S. Army Center of Military History: Japanese Operations in the Southwest Pacific Area, Volume II - Part I. Reports of General MacArthur. (Hozzáférés: 2006. december 8.)
- Zimmerman, John L.: 'The Guadalcanal Campaign'. Marines in World War II Historical Monograph, 1949. (Hozzáférés: 2006. július 4.)

- ↑ Macksey:  szerk.: Kenneth Macksey: A II. világháború katonai tévedései. Pécs: Alexandra. ISBN 963 367 062 4